# Drimia
Drimia (Drimia Jacq. ex Willd.) – rodzaj roślin z rodziny szparagowatych. Obejmuje około 100 gatunków występujących w Afryce, południowej Europie i południowej Azji, na obszarach sezonowo suchych lub półpustynnych. Wiele gatunków kwitnie późną wiosną lub latem, niezależnie od pory opadów deszczu na danym obszarze. Niektóre gatunki są stosowane od starożytności do celów leczniczych, w szczególności do leczenia chorób układu krążenia, z uwagi na zawartość glikozydów nasercowych. Przepis na stosowaną do czasów współczesnych miksturę na kaszel sporządzaną z cebul urginii morskiej, octu i miodu przypisuje się Pitagorasowi. Pitagoras zalecać miał również wieszanie całej rośliny przed drzwiami domu wiosną w celu ochrony przed złymi duchami i niepożądanymi gośćmi. Tradycja ta przetrwała w Grecji do czasów współczesnych.

## Zasięg geograficzny
Centrum zróżnicowania rodzaju jest w południowej Afryce, na półpustynnym obszarze z opadami deszczu w porze zimowej, i na Madagaskarze. Występuje tam ponad połowa wszystkich gatunków drimii. 40 gatunków jest endemitami Południowej Afryki, a po cztery Namibii i Madagaskaru. Zasięg kilku gatunków (np. Drimia elata, D. intricata i D. modesta) rozciąga się od południowej do środkowej Afryki, ponadto kilkanaście gatunków występuje endemicznie w różnych krajach Afryki tropikalnej. Najszerzej rozpowszechnionym na całym kontynencie afrykańskim, z wyłączeniem jego północnej i południowo-wschodniej części, jest D. altissima.
Niemal 20 gatunków występuje w krajach śródziemnomorskich, z czego siedem w południowej Europie: Drimia aphylla, D. fugax, D. glaucophylla, D. maritima, D. purpurascens, D. numidica i D. pancration. Zasięg D. aphylla sięga od Cypru i wschodnich Wysp Egejskich przez Bliski Wschód do Iranu. Ponadto D. glaucophylla jest endemitem Sardynii, D. hesperia Wysp Kanaryjskich, pięć gatunków jest endemitami Maroka, jeden Algierii (D. anthericoides) i jeden Egiptu (D. excelsa).
Na subkontynencie indyjskim występuje osiem gatunków drimii, z czego 5 endemicznie w Indiach (Drimia coromandeliana, D. nagarjunae, D. polyantha, D. raogibikei i D. razii), a jeden na Sri Lance (D. rupicola). Zasięg D. wightii obejmuje południowe Indie i Sri Lankę.
Gatunkiem o najszerszym zasięgu geograficznym jest Drimia indica, która występuje w podrównikowej Afryce, na subkontynencie indyjskim i w Azji Południowo-Wschodniej.

## Morfologia

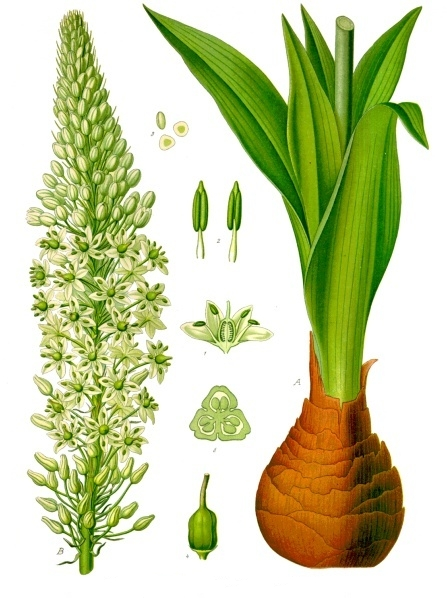
Urginia morska

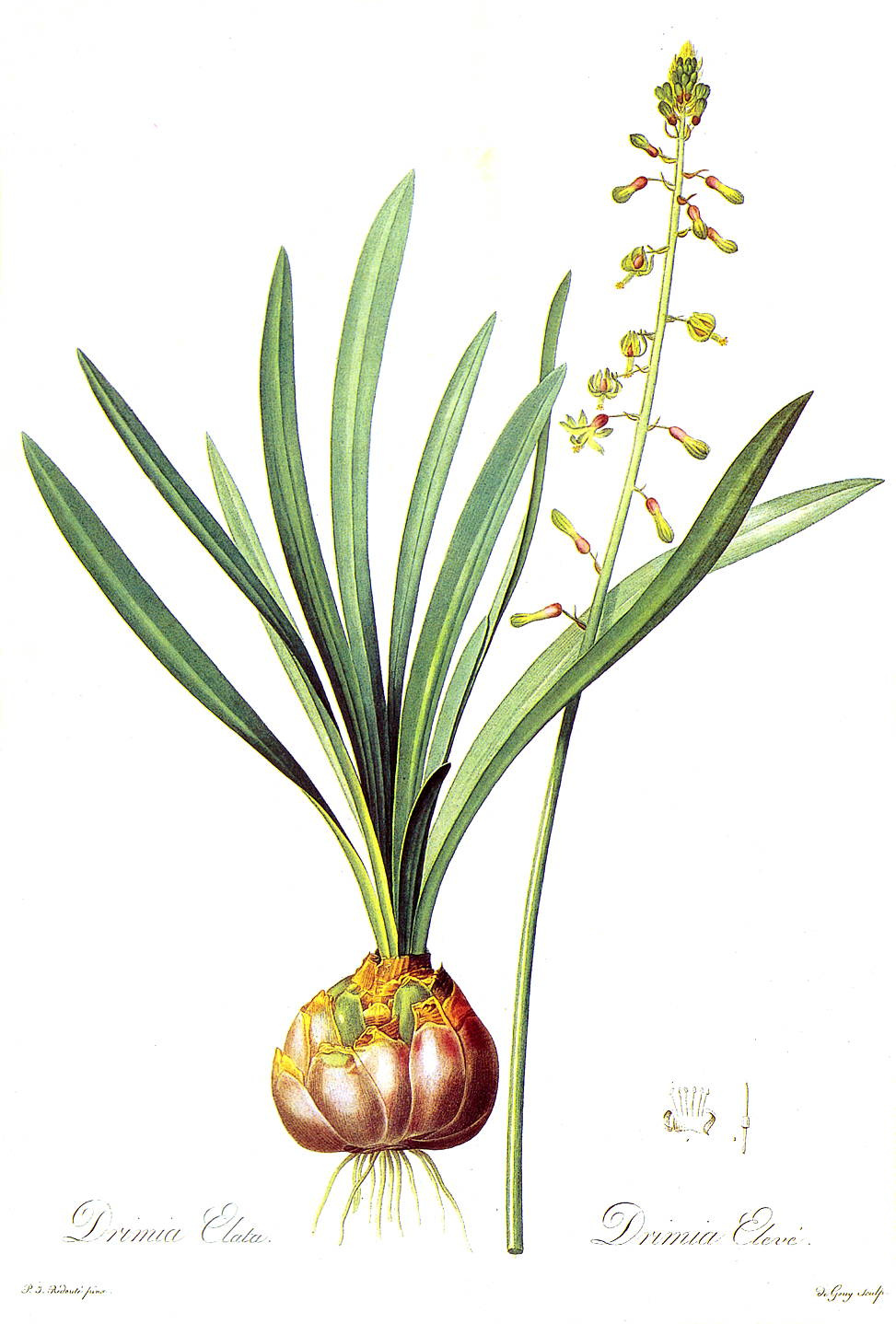
Drimia elata

PokrójWieloletnie, rośliny zielne, smukłe do rozrosłych, zwykle kwitnące przed wypuszczeniem liści, przechodzące okres spoczynku, rzadziej wiecznie zielone. Niektóre gatunki są sukulentami.
PędyPodziemne lub rzadziej częściowo wystające ponad poziom gruntu cebule, kulistawe do jajowatych. Liście spichrzowe cebul białe, różowawe do czerwonawych, zachodzące na siebie dachówkowato, zwykle ciasno upakowane i przylegające do siebie, rzadziej luźne. Wyjątkiem jest Drimia nana, która corocznie tworzy rurkowaty katafil przechodzący w okrywę cebuli.
LiścieJeden do kilku liści rozwija się u części gatunków równocześnie z kwiatostanem, ale u większości po przekwitnięciu rośliny. Liście są nitkowate, równowąskie do odwrotnielancetowatych, sitowate (okrągłe na przekroju) lub rzadko szydłowate, wzniesione, rozpostarte lub pokładające się, nagie lub rzadziej omszone lub o orzęsionych albo zgrubiałych brzegach. W przypadku niektórych gatunków liście wypuszczają jedynie młode osobniki. Pochwy liściowe niekiedy są trwałe, tworzące papierzaste lub włókniste pochwy u nasady głąbika. W zależności od gatunku rośliny tworzą od jednego do kilku zewnętrznych, łuskowatych liści (katafili), stanowiących okrywę cebuli i osłaniających pąk wierzchołkowy lub ich nie tworzą. Niekiedy łuski te są wydatne i poziomo pręgowane z pogrubionymi żebrami.
KwiatyZebrane zwykle od kilku do wielu w grono, czasami pojedyncze lub zebrane w stłoczony, baldachogronowaty lub główkowaty, rzadziej rozgałęziony i wiechowaty kwiatostan. Głąbik wzniesiony lub pogięty, nagi lub rzadko omszony w dolnym odcinku, z włoskami często położonymi w podłużnych rzędach. Szypułki wzniesione do rozpostartych, krótkie lub długie, rzadko wygięte do dołu u nasady kwiatostanu, zwykle odpadające, jeżeli kwiaty nie zostaną zapłodnione. Przysadki zwykle małe, błoniaste, zwykle krótkotrwałe, w dolnej części kwiatostanu z wgłębieniem lub ostrogą, niekiedy dwiema, jedną w środkowej części, a drugą blisko głąbika. Okwiat kółkowy do dzwonkowatego lub urnowatego. Listki okwiatu wolne, zrośnięte u nasady lub zrosłe w krótką lub umiarkowanie długą rurkę, łatki wzniesione, rozwarte, odchylone do odgiętych, białe do żółtawozielonych lub brązowawych, często z ciemniejszym, podłużnym grzbietem. Listki okwiatu niektórych gatunków utrzymują się po przekwitnięciu, pozostając luźno wokół tworzącego się owocu, podczas gdy okwiat większości gatunków ciasno otula zalążnię po przekwitnięciu, odrywając się od dna kwiatowego i tworząc papierzastą czapeczkę nad rozwijającym się owocem. Nitki pręcików rozpostarte, wzniesione lub wygięte do środka ponad zalążnią, zwykle wolne lub rzadziej zrośnięte z listkami okwiatu przynajmniej u nasady, równowąsko-lancetowate do jajowatych lub szczątkowe. Pylniki osadzone środkowo, czasami u nasady, niekiedy zrośnięte, pękające podłużnie lub rzadziej przez wierzchołkowe otwory lub szczeliny, niekiedy krótko kończykowate, czasami u nasady tępe lub bródkowe. Zalążnia trójkomorowa, z kilkoma lub wieloma zalążkami w każdej komorze, jajowata do elipsoidalnej. Szyjka słupka cylindryczna lub rzadziej maczugowata, wzniesiona lub czasem lekko wygięta, zakończona trójdzielnym, niekiedy kulistawym lub rozszczepionym, zwykle brodawkowatym i czasami główkowatym, rzadko trójbruzdowym i gładkim znamieniem.
OwoceJajowate do kulistawych lub elipsoidalnych, trójklapowane lub trójoskrzydlone torebki, niekiedy wycięte wierzchołkowo, pękające całkowicie, ale otwierające się dystalnie. W każdej komorze jest do kilku czerniawych, kanciastych do spłaszczonych i eliptycznych, oskrzydlonych na obwodzie nasion. Łupina nasienna luźna, krucha, siatkowata do pomarszczonej lub pokrytej drobnymi wypustkami.

## Biologia

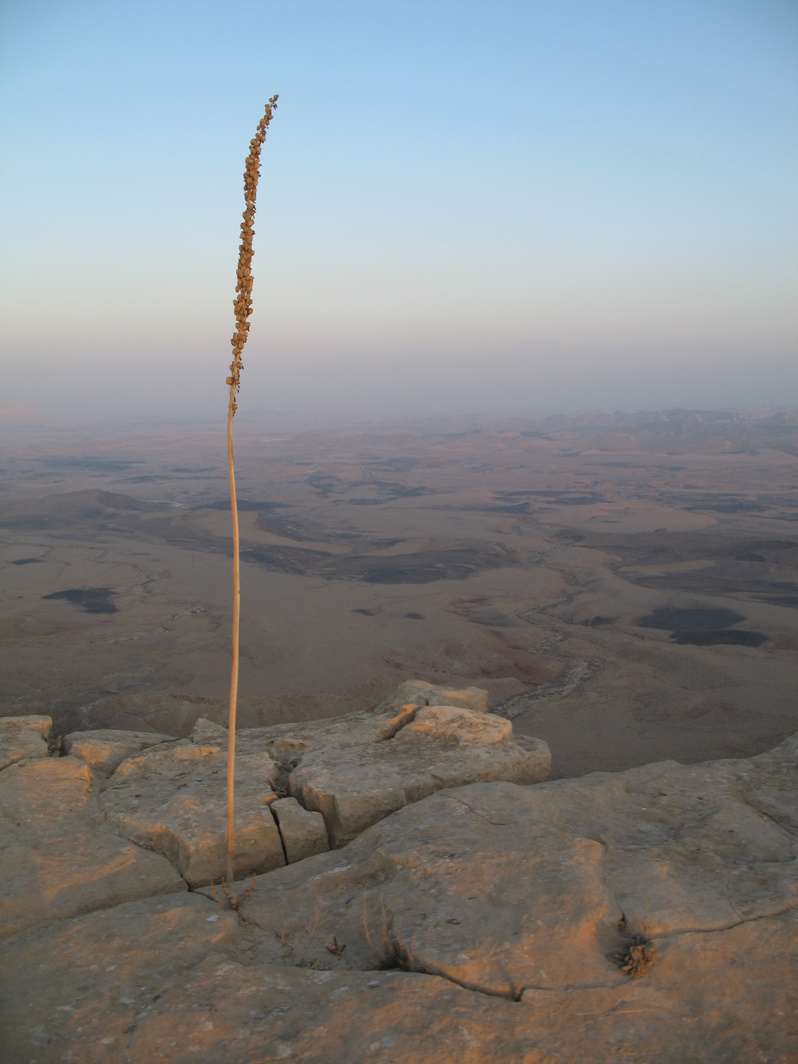
Urginia morska na pustyni Negew

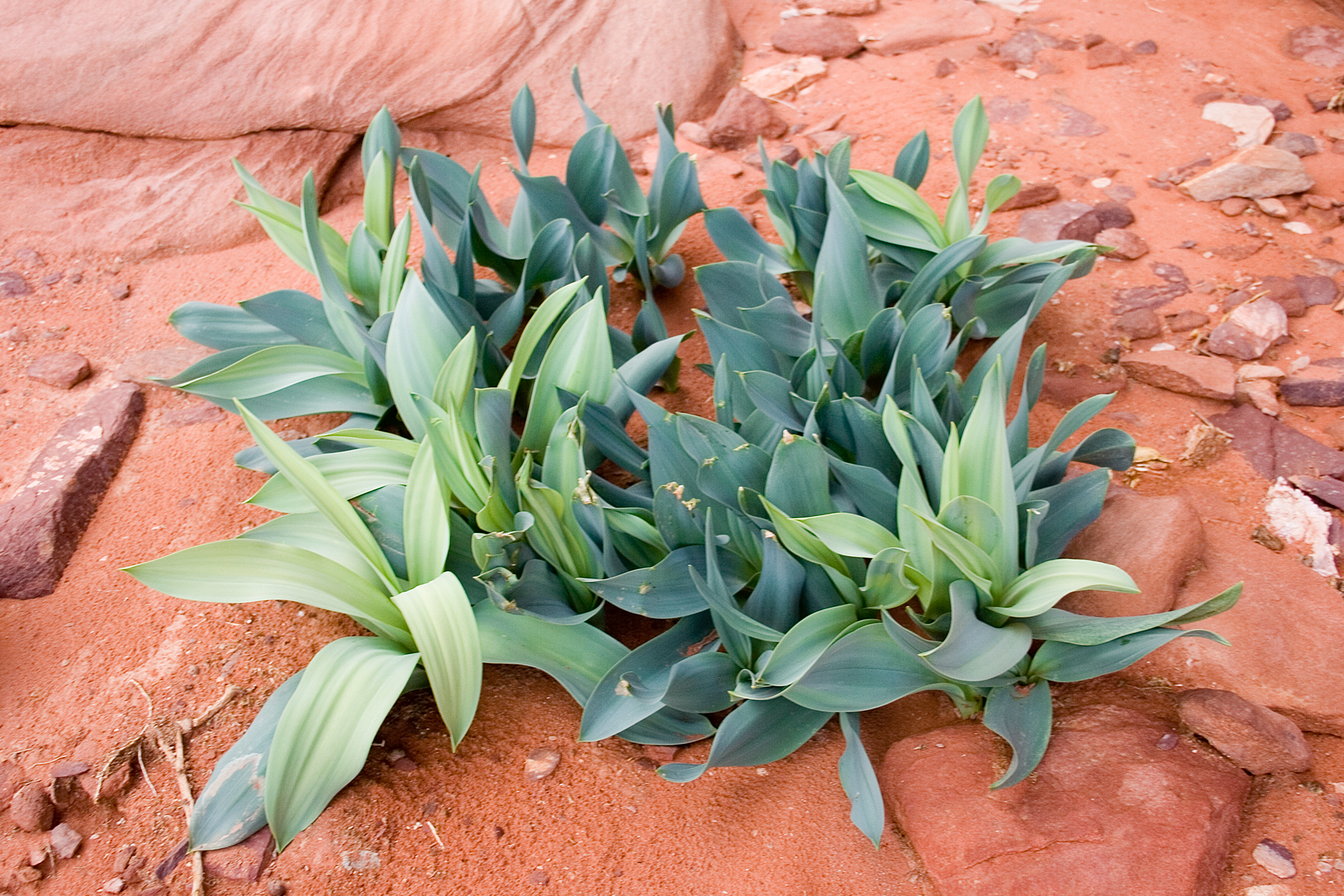
Urginia morska w dolinie piaskowcowej Wadi Rum

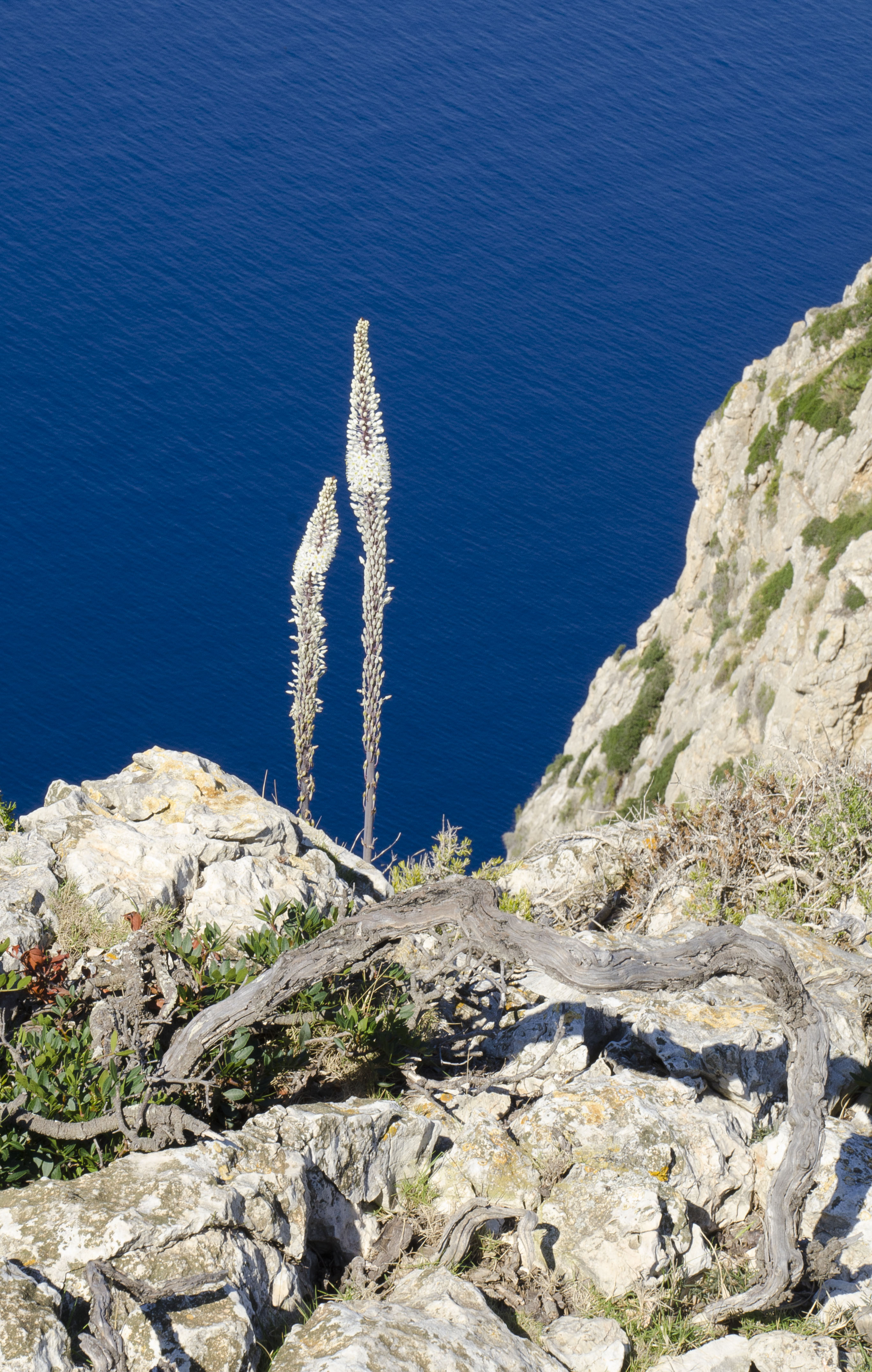
Urginia morska na wychodni skalnej na Majorce

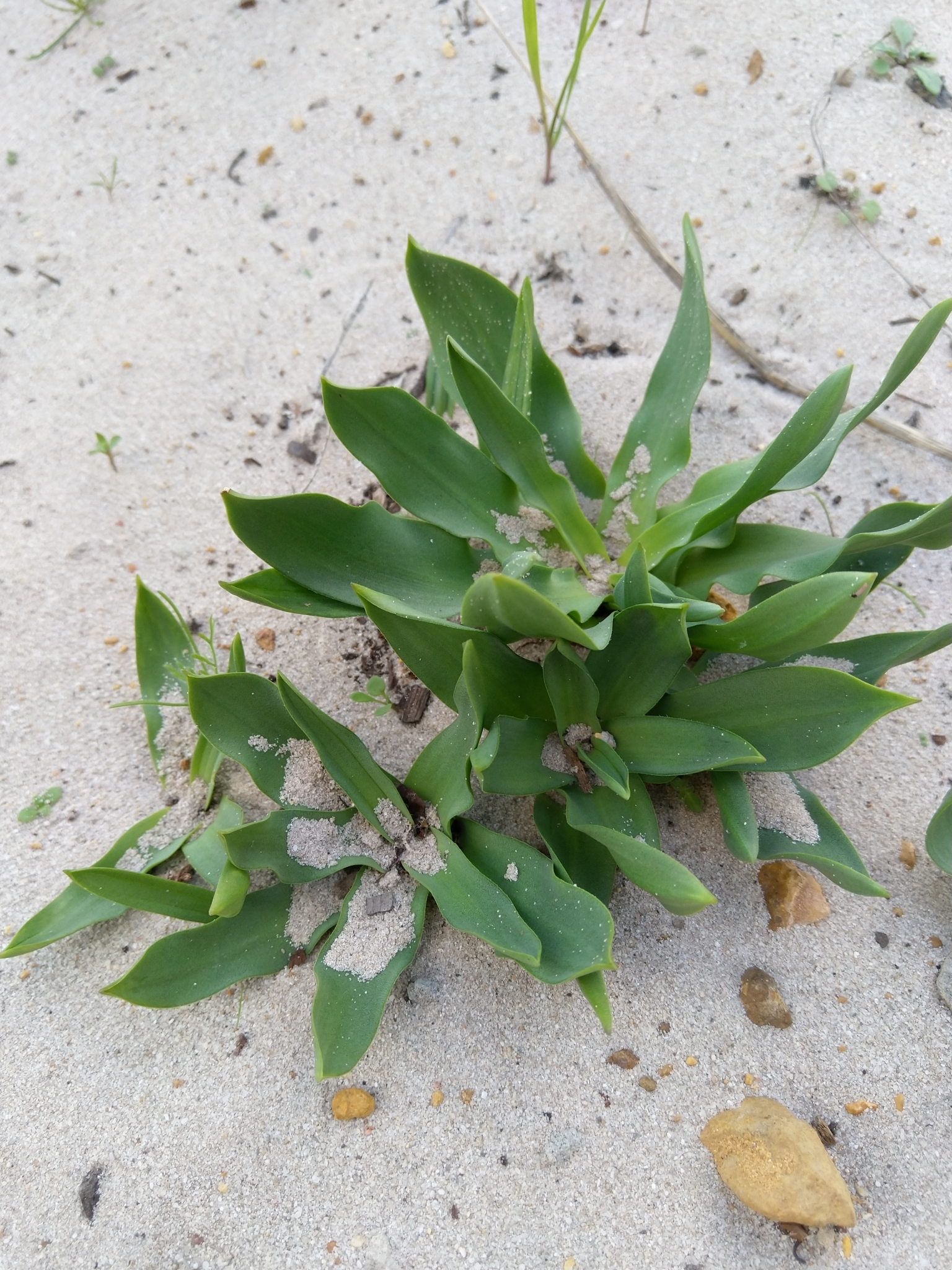
Drimia capensis na piaskach w okolicy Kapsztadu

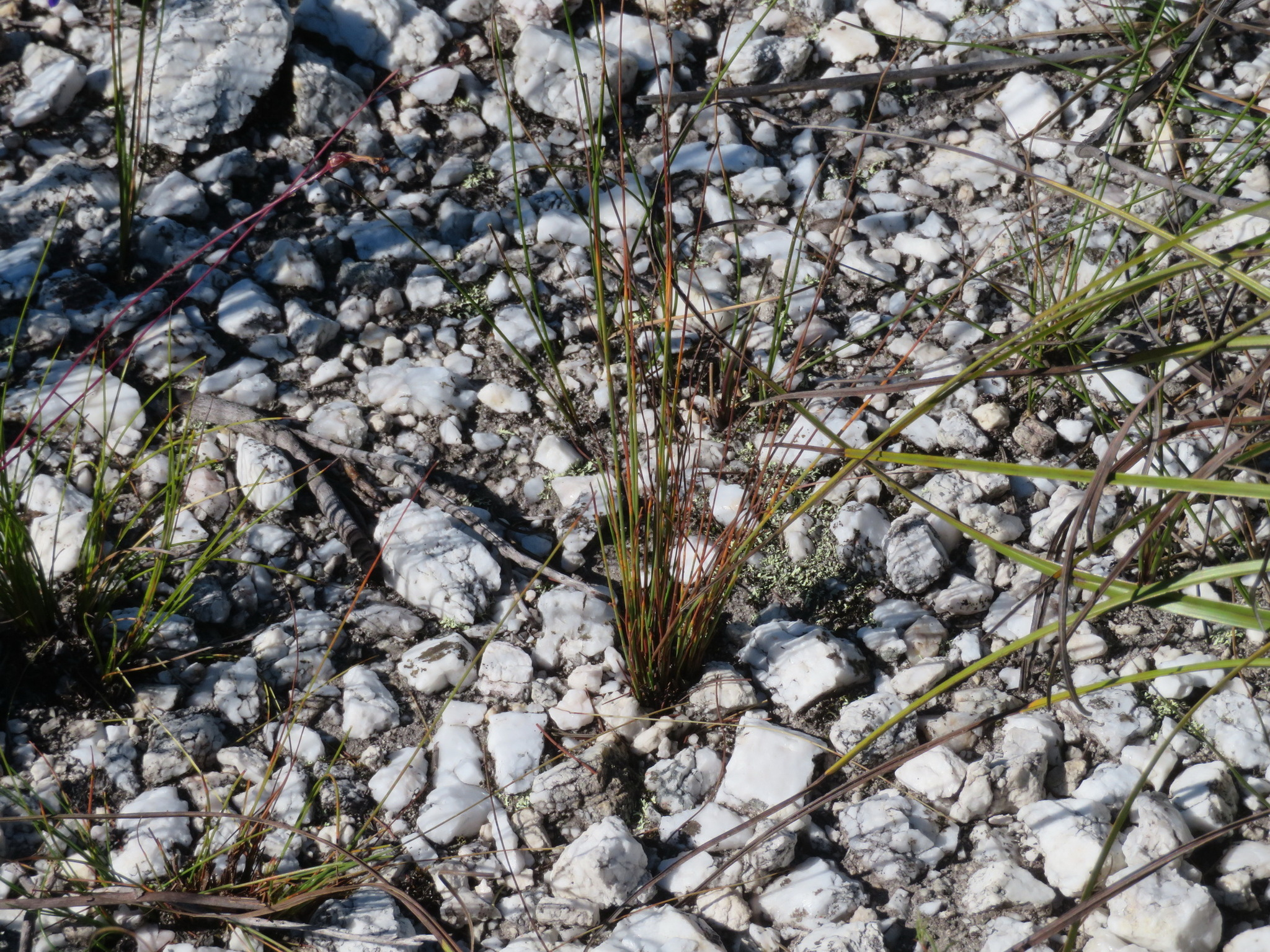
Drimia media w przedgórskim zapadlisku karru

AnatomiaBlaszki liściowe na przekroju okrągłe (w przypadku gatunków z sitowatymi liśćmi) lub księżycowate. Podstawowe cechy anatomiczne liści obejmują obecność grubej kutykuli, skórki z komórek o beczkowatym lub prostokątnym kształcie, o pogrubionych ścianach peryklinalnych, oraz mezofilu zbudowanego z serii komórek miękiszu asymilacyjnego. Tkanki mezofilu można podzielić na zwarte, jednowarstwowe do trzywarstwowych komórki miękiszu palisadowego (u niektórych gatunków, np. urginii morskiej, obecne wyłącznie po stronie odosiowej) i luźno ułożone, nieregularnie ukształtowane, wielowarstwowe komórki miękiszu gąbczastego z przestrzeniami międzykomórkowymi ułożonymi poziomo obok wewnętrznej warstwy komórek palisadowych. W przypadku gatunków indyjskich zaobserwowano dwa typy komórek palisadowych: kolumnowe (u Drimia wightii, D. razii, D. govindappae, D. nagarjunae) i kuliste (D. indica, D. coromandeliana i D. polyantha), a długość komórek palisadowych różniła się znacznie między gatunkami i osiągała od 22,8±0,18 μm u D. razii do 9,3±0,03 μm i 9,5±0,08 μm u D. polyantha i D. indica. Kolateralne wiązki przewodzące położone są w regularnych odstępach, doosiowo z pasmami łyka, a odosiowo z dobrze rozwiniętymi pasmami drewna. U gatunków z sitowatymi liśćmi położone w 1–2 pierścieniach. Wokół wiązek obecna jest jedna lub dwie warstwy ułożonych sferycznie komórek osłonowych. Anomocytyczne aparaty szparkowe bez komórek przyszparkowych, przy czym u gatunków klasyfikowanych wcześniej do rodzaju Urginea obecne są gruczołowate komórki przylegające do aparatów szparkowych. W liściach stwierdzono też obecność rafidów i styloidów szczawianu wapnia, a także pośrednich kryształów rafidowo-styloidowych w idioblastach u niektórych gatunków. W przypadku liści spichrzowych cebul D. maritima i D. indica zewnętrzna epiderma pokryta jest grubą warstwą kutykuli. Komórki skórki są osiowo wydłużone, czworokątne lub wielokątne, o prostych, cienkich ścianach antyklinalnych. Obecne są też pojedyncze anomocytyczne aparaty szparkowe o okrągłym zarysie i szerokich komórkach przyszparkowych. Mezofil składa się z wielu cienkościennych, dużych, wielościennych i bezbarwnych komórek miękiszu, pozbawionych skrobi, poprzecinanych wiązkami naczyniowymi. W licznych komórkach miękiszu obecne są rafidy szczawianu wapnia otoczone śluzem roślinnym. Kilka komórek jest wyjątkowo dużych, zawierających kryształy szczawianu wapnia osadzone w śluzie, które mogą osiągnąć długość 1 mm. Wokół wiązek przewodzących znajdują się rzadkie rdzenie skrobi. Ziarna pyłku wielu gatunków drimii są jednobruzdowe, elipsoidalne; egzyna, w zależności od gatunku, o powierzchni siatkowatej (np. D. indica) lub dziurkowanej (np. D. wightii).
RozwójGeofity cebulowe. Większość gatunków drimii wypuszcza liście po przekwitnięciu, które najczęściej odbywa się w porze suchej. Gatunki występujące na obszarach, gdzie deszcz występuje w czasie lata, mają kwiaty utrzymujące się jeden lub dwa dni, rzadko trzy, podczas gdy większość gatunków występujących na obszarach zimowych opadów deszczu ma kwiaty krótkotrwałe, utrzymujące się krócej niż dzień, czasem zaledwie kilka godzin. Większość gatunków zwykle kwitnie za dnia, niektóre gatunki otwierają kwiaty w porze nocnej. Zwykle tylko jeden lub kilka kwiatów w kwiatostanie otwartych jest w tym samym czasie. Wiele gatunków kwitnie późną wiosną lub latem, niezależnie od pory opadów deszczu na danym obszarze. W Afryce Południowej okres kwitnienia drimii wypada od września do marca, przy czym większość gatunków kwitnie od października do stycznia. Jedynie Drimia pygmaea, D. uranthera kwitną od marca do kwietnia, a okres kwitnienia D. media, D. altissima i D. verspertina może przedłużyć się do kwietnia. Na subkontynencie indyjskim rośliny kwitną w okresie od lutego do maja, z wyjątkiem D. nagarjunae, który występuje w południowo-wschodnich Indiach i kwitnie od listopada do stycznia oraz D. wightii, który występuje na wschodnim wybrzeżu subkontynentu i kwitnie od września do grudnia. Urginia morska w obszarze śródziemnomorskim kwitnie z końcem lata, od połowy sierpnia do początku października. Rośliny są wiatropylne oraz owadopylne. Gatunkami zapylającymi urginię morską są: pszczoła miodna, klecanka rdzaworożna, szerszeń wschodni, sówkowate i prawdopodobnie mrówkowate.
Cechy fitochemiczneBadania fitochemiczne rodzaju dotyczą głównie glikozydów typu bufadienolidowego, które stwierdzono w cebulach wszystkich dotychczas zbadanych gatunków. Oprócz glikozydów nasercowych w cebulach stwierdzono obecność związków fenolowych, steroli i białek. Badania farmakologiczne i kliniczne potwierdziły wpływ związków chemicznych obecnych w tych roślinach na układ sercowo-naczyniowy, a także ich działanie przeciwbakteryjne, przeciwgrzybicze, przeciwwirusowe, przeciwutleniające, przeciwzapalne i owadobójcze. Ponadto potwierdzono ich działanie cytotoksyczne i przeciwnowotworowe. Związki te mają wąski indeks terapeutyczny, dlatego rośliny te nie powinny być stosowane bez nadzoru lekarskiego.
Stosowane w medycynie europejskiej cebule urginii morskiej zawierają 73–75% wody, 15% celulozy, 8,5% węglowodanów i ok. 2% substancji czynnych.
Zawartość bufadienolidów w urginii morskiej wynosi 0,15–2,4% (przeciętnie 1,8% w suchej masie). Obecne są we wszystkich organach rośliny. Składają się na nie: glikozydy scyllareninowe (glukoscyllaren A oraz produkty jego hydrolizy enzymatycznej: scyllaren A, proscyllarydyna A i scyllarenina), glikozydy scyllifeozydynowe (scyllifeozyd, glukoscyllifeozyd), scylliglaukozyd i scyllicyjanozyd. W roślinach tego gatunku obecne są również antocyjanidyny (cyjanidyna i jej glikozydy oraz glikozyd pelargonidyny), około 35 flawonoidów (kwercetyna i jej glikozydy oraz glikozydy kemferolu), sterole (w tym kampesterol, cholesterol, stygmasterol i sitosterol), kwasy tłuszczowe (kwas palmitynowy, kwas oleinowy, kwas linolowy i kwas limonelowy), witaminy (witamina A i witamina D), aminokwasy i polisacharydy.
Drimia indica zawiera 0,1–1,5% glikozydów bufadienolidowych, których głównym komponentem są scyllaren A i proscyllarydyna A. W roślinie obecne są również sterole, w tym kampesterol, sitosterol i sygmasterol, polisacharydy, białka, witamina B1, witamina B6, a także witaminy A i C.
W Drimia altissima obecne są bufadienolidy hellebrigenina, scylliglaukozydyna oraz ich glikozydy. D. sanguinea zawiera glikozydy scyllareninowe, w tym głównie scyllaren A i glukoscyllaren A. Glikozydy scyllareninowe i scyllifeozydynowe stwierdzono też w D. hesperia (przeciętnie 1,65%) i D. numidica (0,55%). Dominującymi substancjami czynnymi w D. aphylla są scyllicyjanozyd, ramozyd, scylliglaukozyd i scyllifeozyd (zawartość glikozydów to 0,65%). D. pancration zawiera głównie scylliglaukozydy, śladowe ilości scyllareniny (nie jest w niej obecna proscyllarydyna A) i nie zawiera glikozydów scyllifeozydynowych. W D. modesta obecny jest toksyczny bufadienolid rubelina. W D. elata stwierdzono obecność bufadienolidów, alkaloidów, kwasów aromatycznych, flawonoidów, tanin, saponin, steroidów, garbników i terpenoidów. Ekstrakty z D. elata mają działanie hamujące esterazę acetylocholinową, działają przeciwbakteryjnie, przeciwgrzybiczo, przeciwnowotworowo, przeciwzapalnie, przeciwutleniająco, hemaglutynująco i cytotoksycznie.
Glikozydy nasercowe obecne w drimii wpływają na prawidłową depolaryzację błony we wszystkich komórkach, co w szczególności wpływa na funkcjonowanie mózgu i neurotransmisję. W dawkach terapeutycznych wywierają dodatni efekt inotropowy i ujemny efekt chronotropowy na mięsień sercowy. Objawami zatrucia są nudności, wymioty, biegunka, zaburzenia rytmu serca i podwyższenie ciśnienia tętniczego. Przedawkowanie może prowadzić do zatrzymania akcji serca i śmierci.
Kontakt z surowymi cebulami jest drażniący dla skóry.
Wiele gatunków drimii jest śmiertelnie trujących dla ssaków. W Afryce rośliny rozpoczynają kwitnienie wczesną wiosną, w czasie niskiej dostępności innych roślin, są więc zgryzane przez owce, kozy i bydło. Objawami zatrucia są m.in. biegunka, trudności w oddychaniu, częstomocz, arytmie i apatia. Dawka śmiertelna wynosi, w przypadku Drimia macrocentra, 57–85 gramów.
GenetykaW XX wieku uważano, że podstawowa liczba chromosomów x wynosi 9 lub 10, przy czym x=9 występuje u roślin w południowej Afryce, a x=10 w całym zasięgu rodzaju. Według opracowania wyników badań cytogenetycznych, przeprowadzonego w XXI wieku na wynikach dla 36 gatunków drimii, podstawowa liczba chromosomów x wynosi 10. Większość gatunków jest diploidami z liczbą 2n = 20. Poliploidalność jest rzadka. Występuje u Drimia capensis (2n = 60, heksaploid) i D. coromandeliana (2n = 40, tetraploid). W przypadku D. maritima 2n = 20, 40, 60, niekiedy z chromosomami B. W przypadku D. indica większość badań wskazuje na 2n = 20, ale występują również osobniki 2n = 40 i 60. U D. elata liczba 2n wynosi 18 i gatunek ten uważa się za dysploidalny. Kariotyp tego gatunku składa się z jednej długiej pary metacentrycznej, dwóch dłuższych akrocentrycznych i sześciu krótkich par, co wskazuje na połączenie się dwóch krótkich chromosomów. U D. intricata zanotowano 2n = 20 oraz 18, a więc występowanie dysploidalnej populacji w obrębie gatunku. Zanotowany dla D. hesperia 2n = 28 wydaje się wątpliwy. Kariotyp diploidalnego D. capensis składa się z 12 par długich chromosomów akrocentrycznych oraz ze zrównoważonej liczby par małych chromosomów akrocentrycznych do submetacentrycznych o długości połowy lub mniej niż połowy par długich.
W 2019 roku zebrano wyniki badań cytogenetycznych Drimia indica z lat 1935–2017, zgodnie z którymi odnotowanymi liczbami chromosomów 2n były: 10+1, 12+1, 14+1, 16+1, 18+1, 19, 20, 20+1, 20+B, 20+3B, 20+0-6B, 20+1-7B, 20+6-7B, 22, 30, 30+B, 40, 60.

## Ekologia

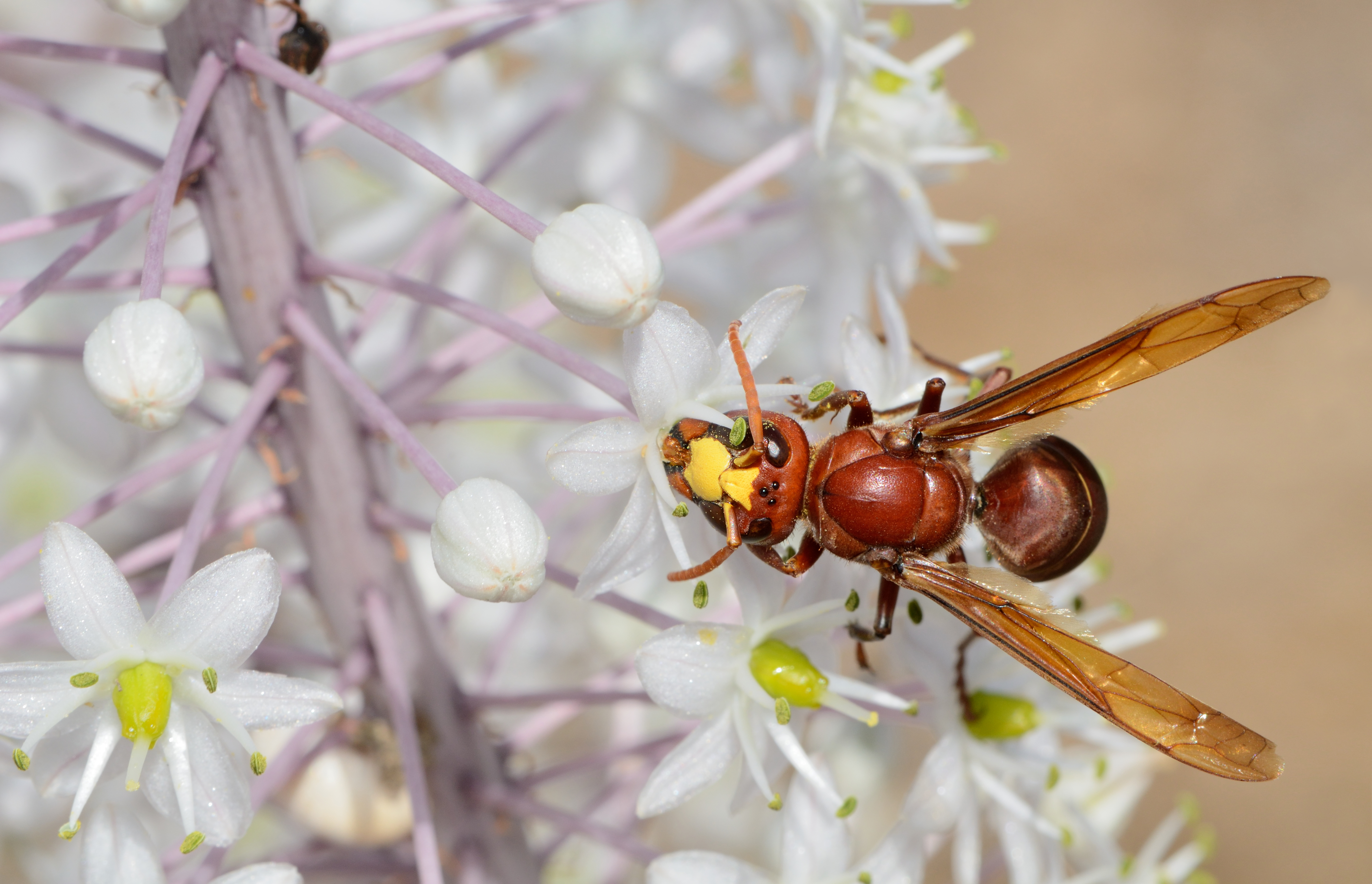
Szerszeń wschodni na kwiatach urginii morskiej

Wymagania siedliskoweRodzaj zasiedla obszary sezonowo suche lub półpustynne. W Afryce Południowej występowanie drimii skoncentrowane jest na obszarze zimowych opadów deszczu w południowo-zachodniej części kontynentu, na półpustyniach sukulentowych i krzewinkowych w ekoregionie lądowym Succulent Karoo i w fynbosowych formacjach zaroślowych zdominowanych przez Elytropappus (renosterveld). Występuje również w szczelinach skalnych, na zboczach i w płytkich glebach na wychodniach skalnych, łupkowych, kwarcowych, piaskowcowych, granitowych, wapiennych, diabazowych lub żelaziakowych, w kamienistych formacjach trawiastych, na piaszczystych i gliniastych równinach (w tym na czerwonych piaskach), zwłaszcza na glebach zasadowych, często na glebach wapiennych. W Prowincji Przylądkowej Wschodniej rodzaj zasiedla busz oraz występuje wzdłuż bardziej wilgotnego wschodniego wybrzeża i na przylegających skarpach, w wilgotnych formacjach trawiastych, w tym na sawannie, a także na sezonowych wysiękach wodnych i wzdłuż strumieni, często na południowych zboczach. Gatunek Drimia montana tworzy poduszki wśród porostów i mchów na płytach skalnych w górach Groot Winterberg i Andriesberg na wysokości ok. 2000 m n.p.m. W środkowej Afryce rodzaj zasiedla busz, piaszczyste równiny w suchych, subtropikalnych formacjach trawiastych, okresowo wilgotne formacje trawiaste, wyżynne sawanny kamieniste, sawanny trawiaste i sawanny drzewiaste, lasy sawannowe, wychodnie skalne i wilgotne klify; rośliny występują również wzdłuż strumieni, a także między skałami na wzgórzach, na wysokości do 3500 m n.p.m. Urginia morska występuje na suchych, jałowych wzgórzach na obszarach przybrzeżnych Morza Śródziemnego. Gatunki indyjskie zasiedlają skaliste wzgórza, pobocza dróg, formacje trawiaste, otwarte lasy. D. nagarjunae zasiedla również piaszczyste koryta potoków. W przypadku Drimia indica rośliny diploidalne występują w siedliskach suchych, na glebach piaszczystych, żwirowych, wzgórzach, płaskowyżach i skarpach, w przybrzeżnych lasach i wyżynnych borach sosnowych. Rośliny triploidalne występują głównie w przybrzeżnym rejonie Maharasztry, na glebach piaszczystych w lasach przybrzeżnych i borach sosnowych wybrzeża.
Interakcje międzygatunkoweDrimia aphylla i D. numidica są roślinami żywicielskimi dla bzygowatych z gatunku Merodon neofasciatus, a D. maritima dla gatunku Eumerus pulchellus. Na drimiach pasożytują rdze z gatunku Puccinia calcitrapae, fomy z gatunku Phoma ornithogali, sypniki z gatunków Uromyces calotheus, U. muscari, U. scillarium, skoczkowe z gatunku Synchytrium urgineae, Pleospora z gatunku P. herbarum i pączkorostowe z gatunku Urophlyctis urgineae.

## Systematyka

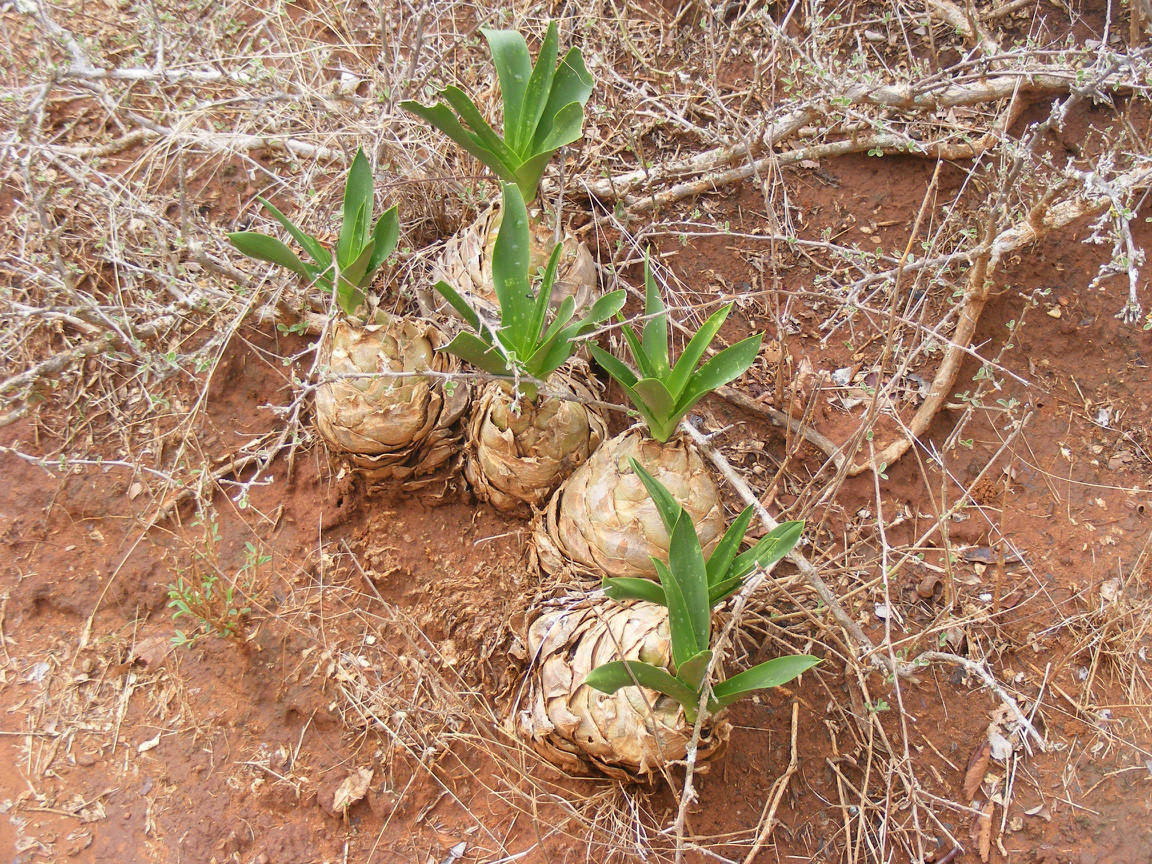
Cebule z liśćmi Drimia altissima

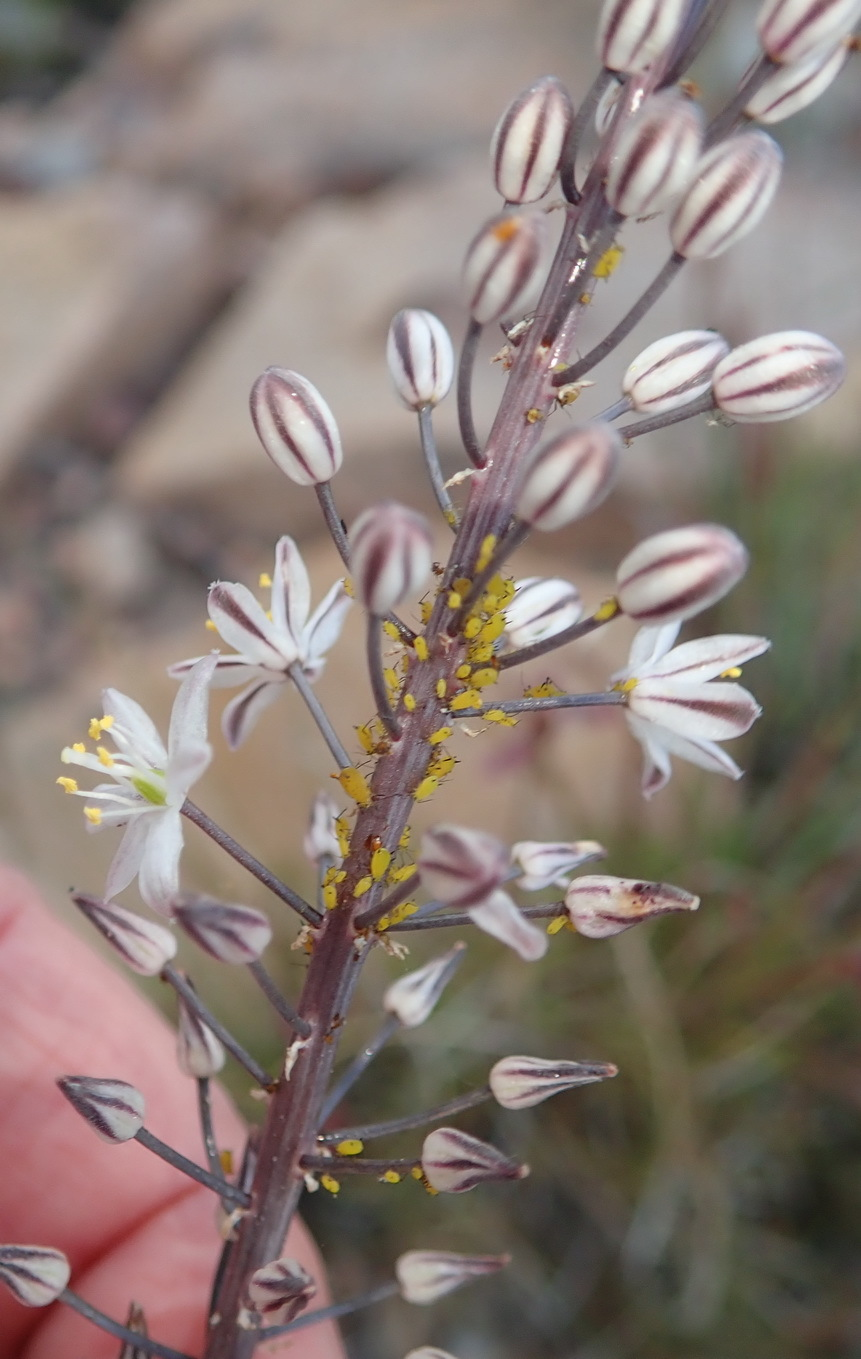
Drimia anomala

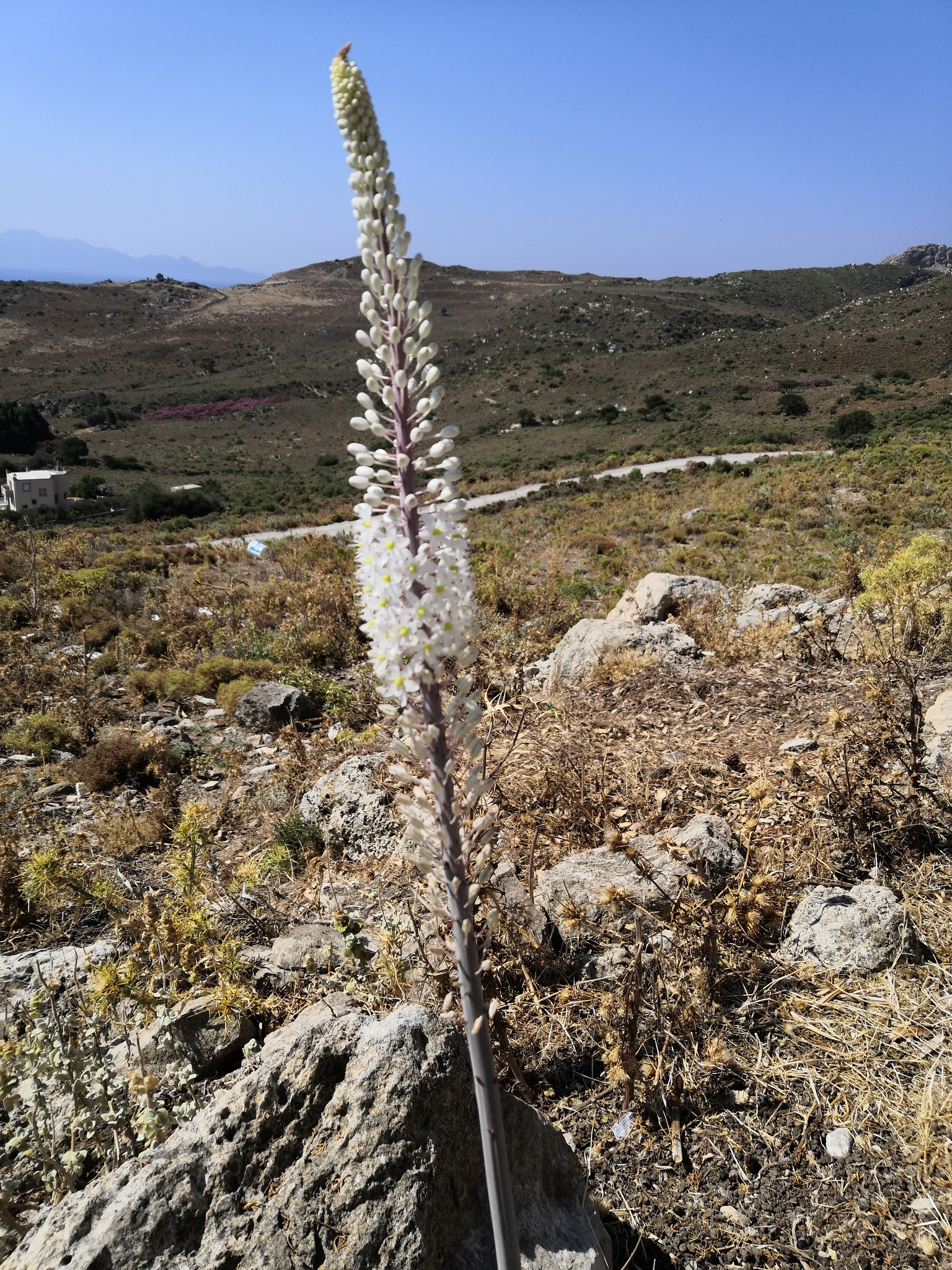
Drimia aphylla

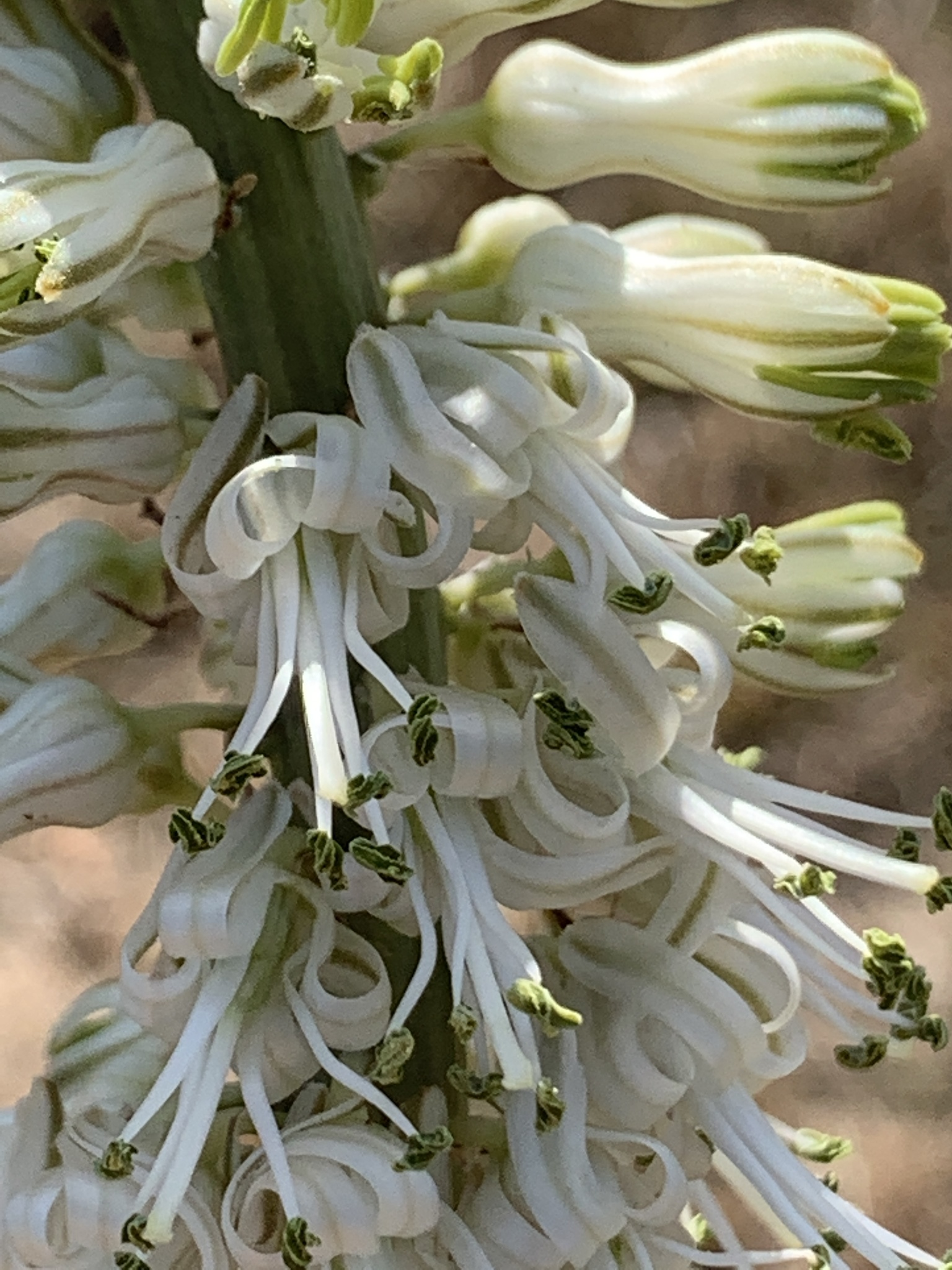
Drimia capensis

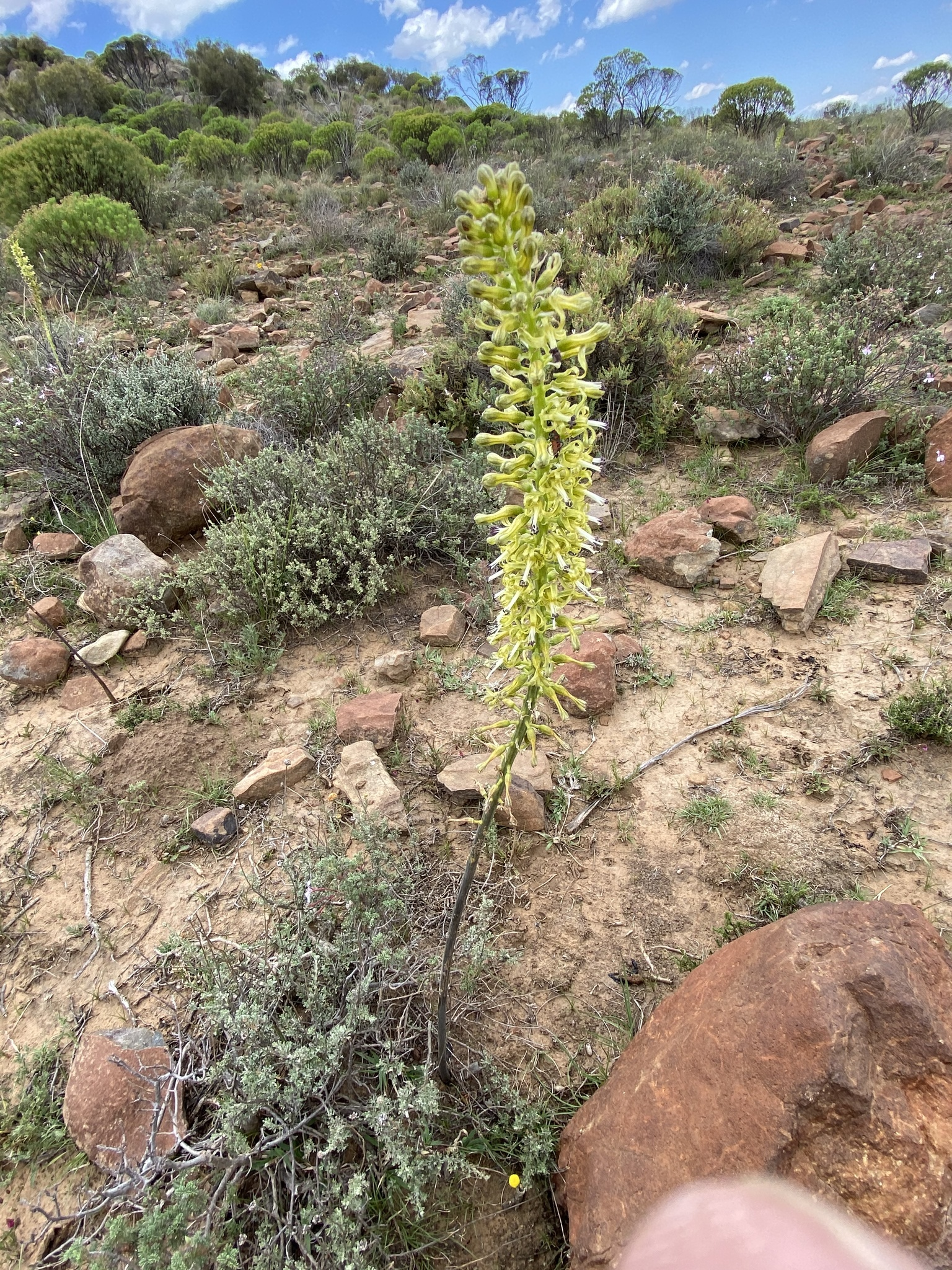
Drimia elata

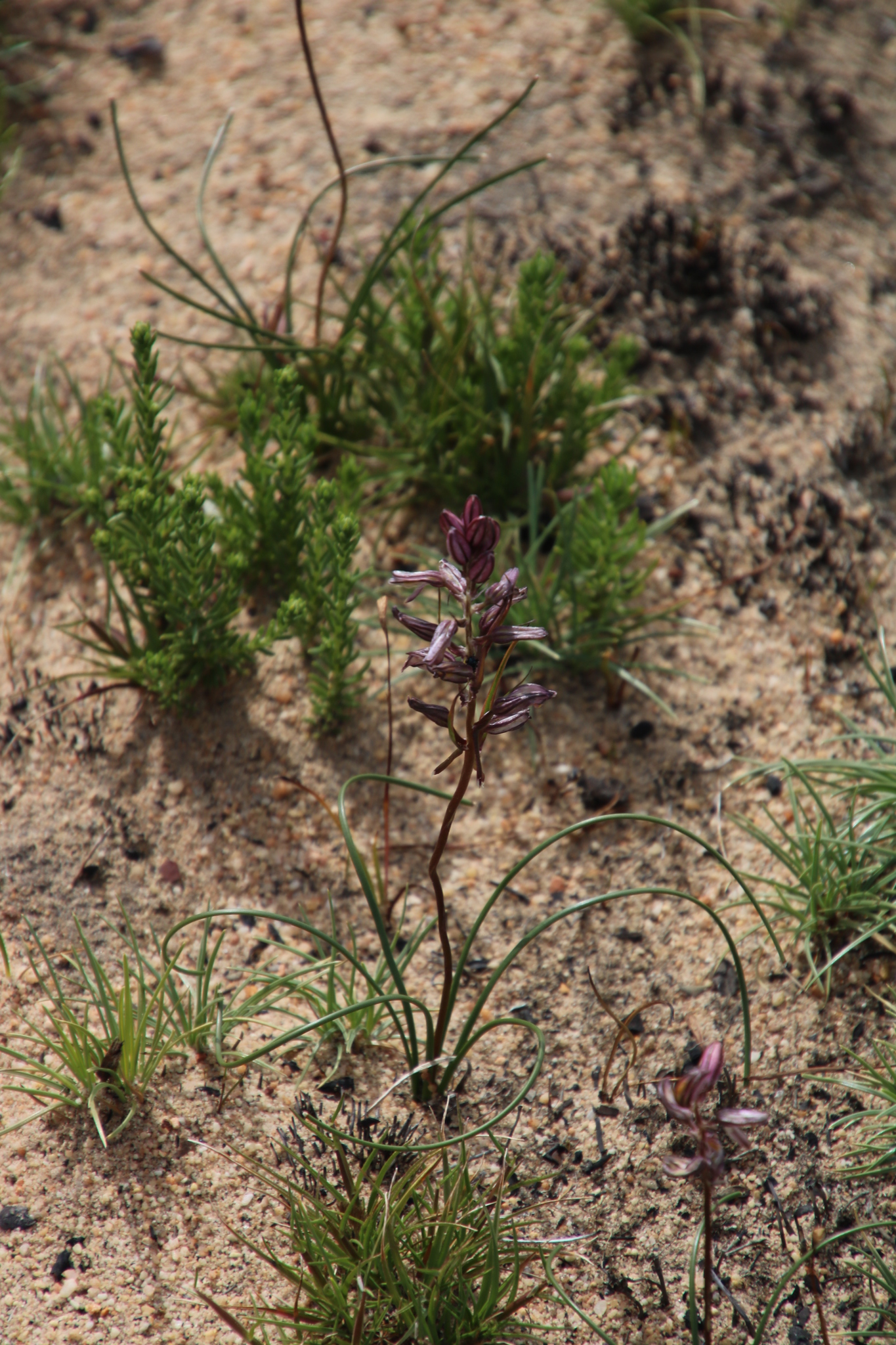
Drimia exuviata

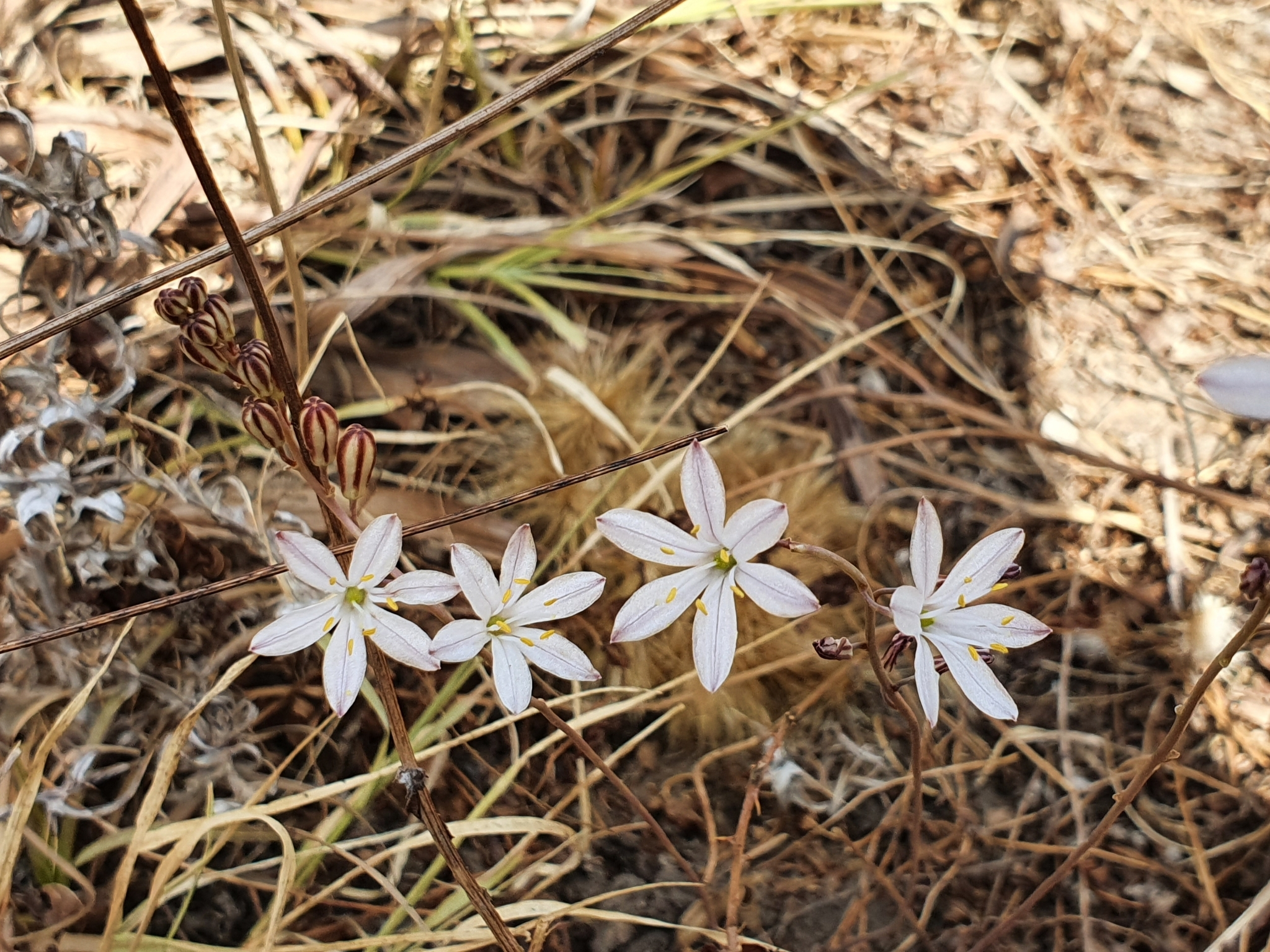
Drimia fugax

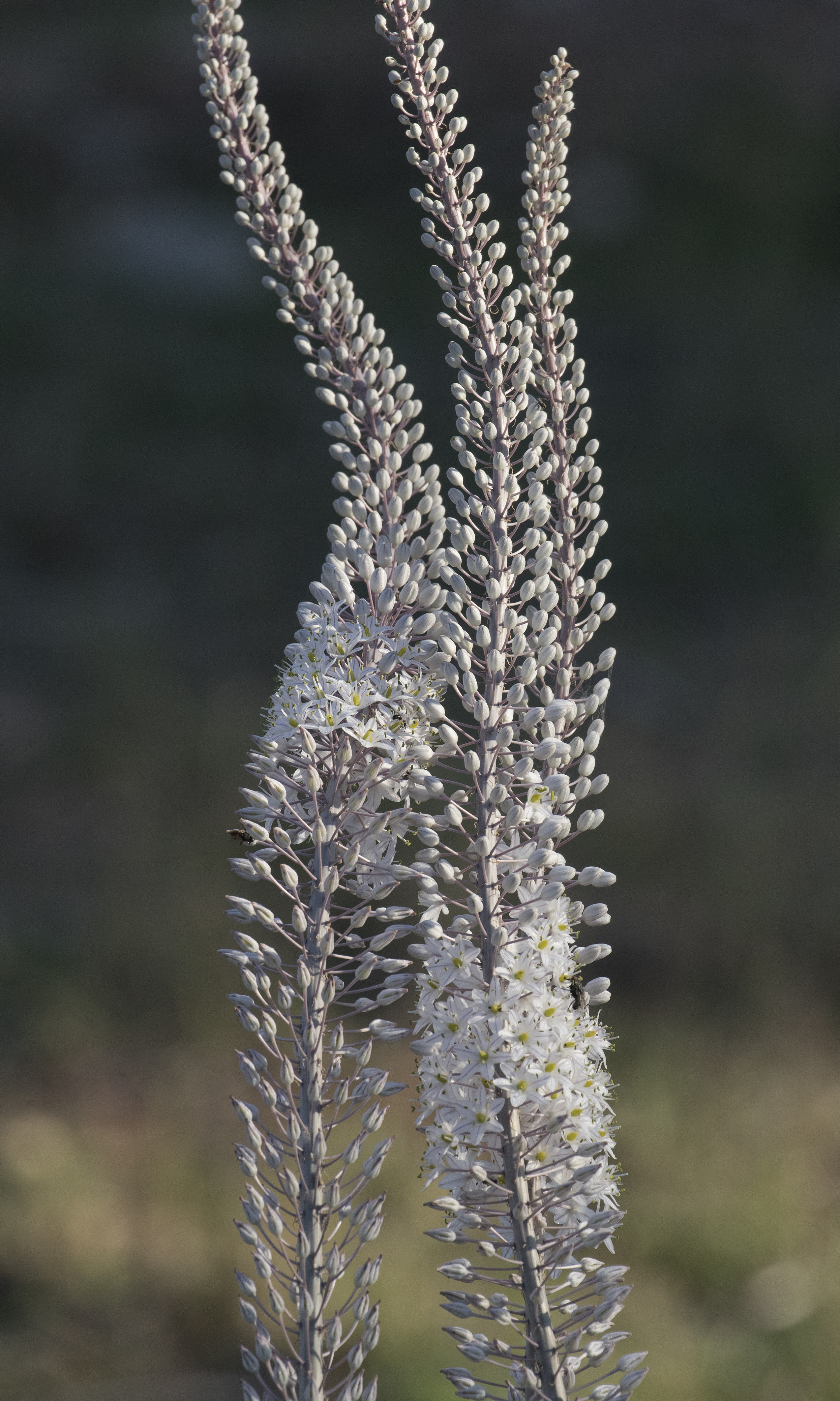
urginia morska

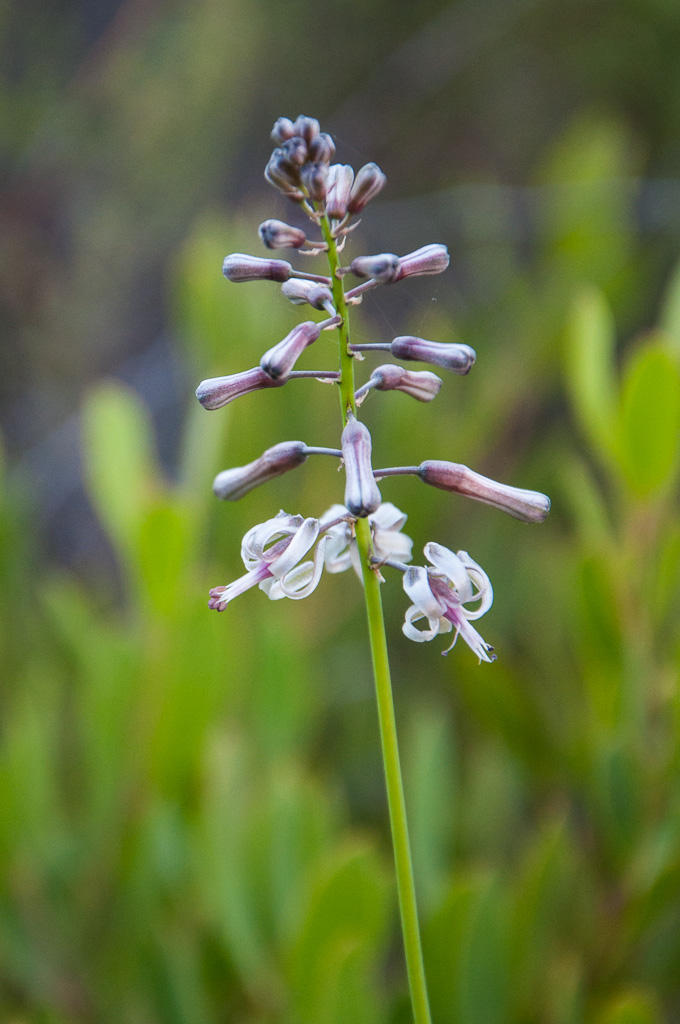
Drimia media

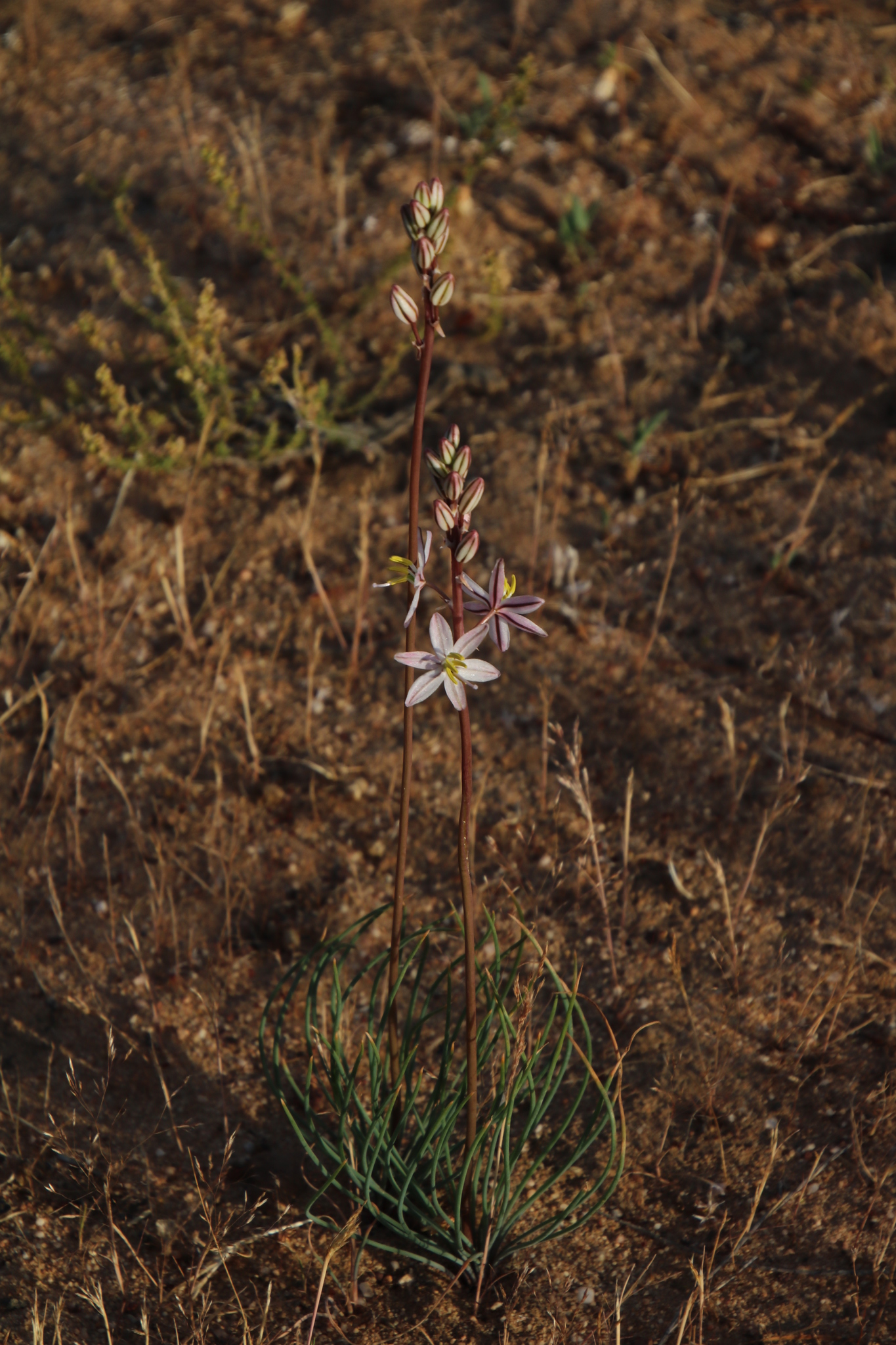
Drimia multifolia

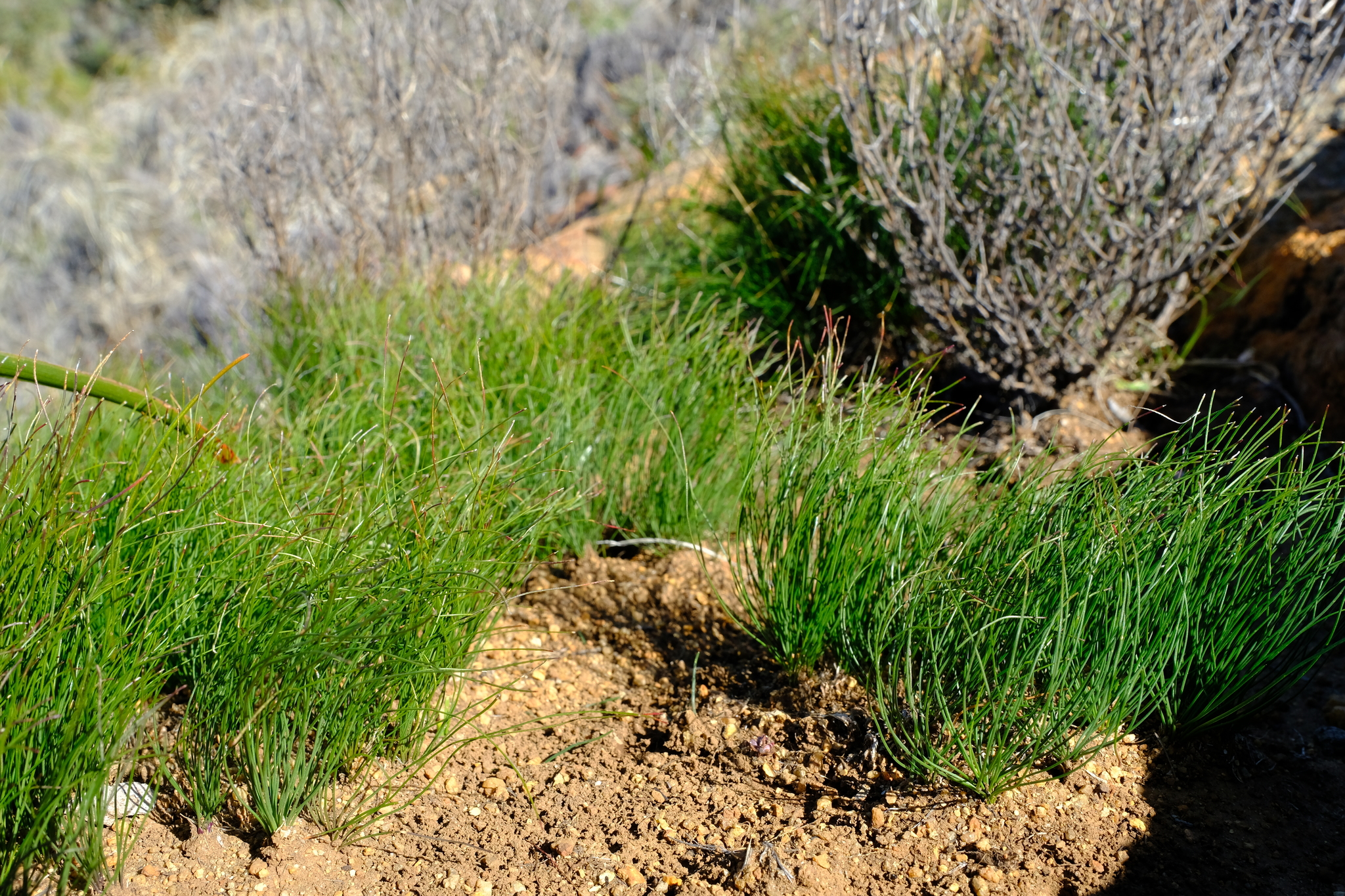
Drimia nana

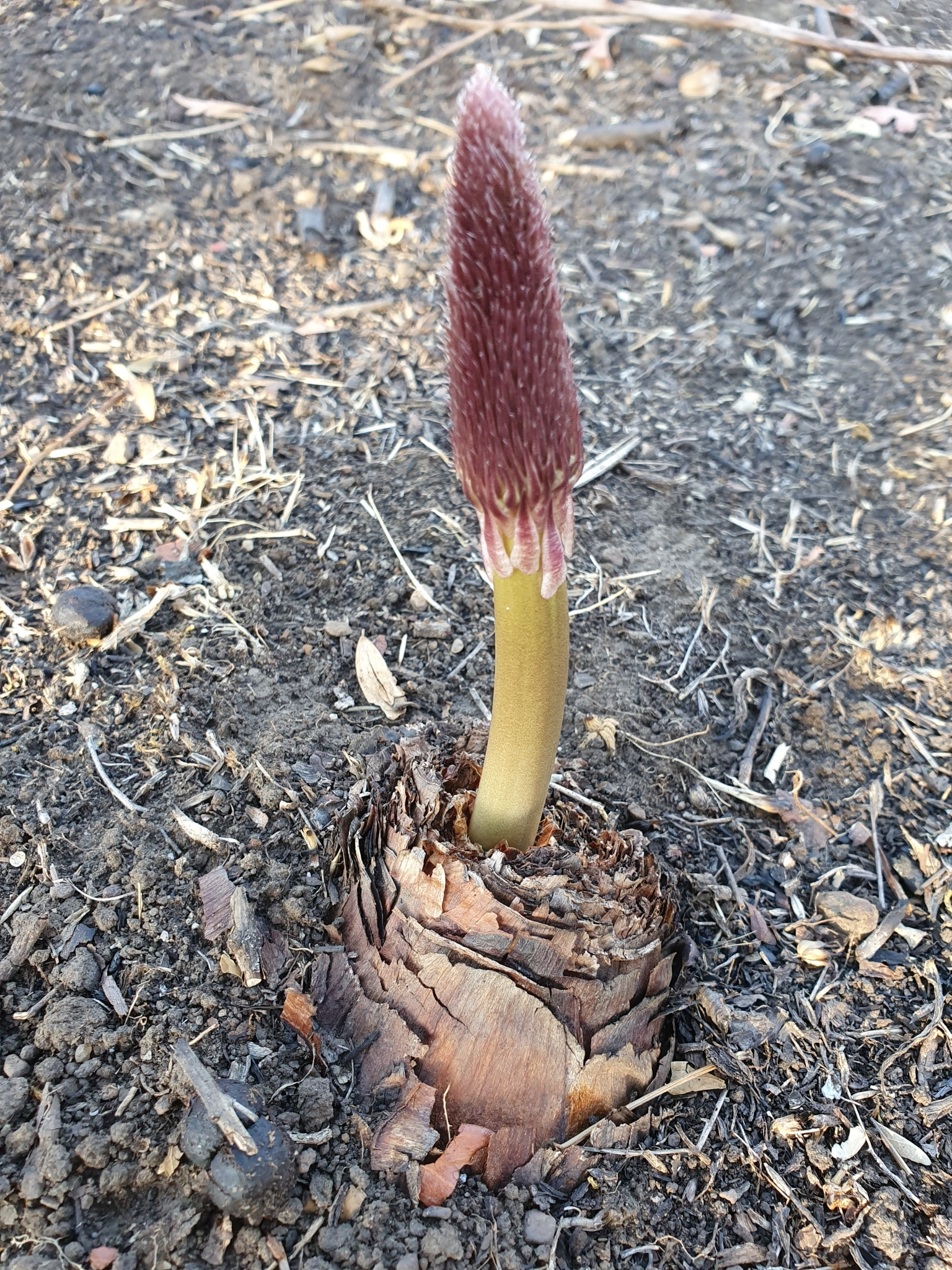
Drimia numidica

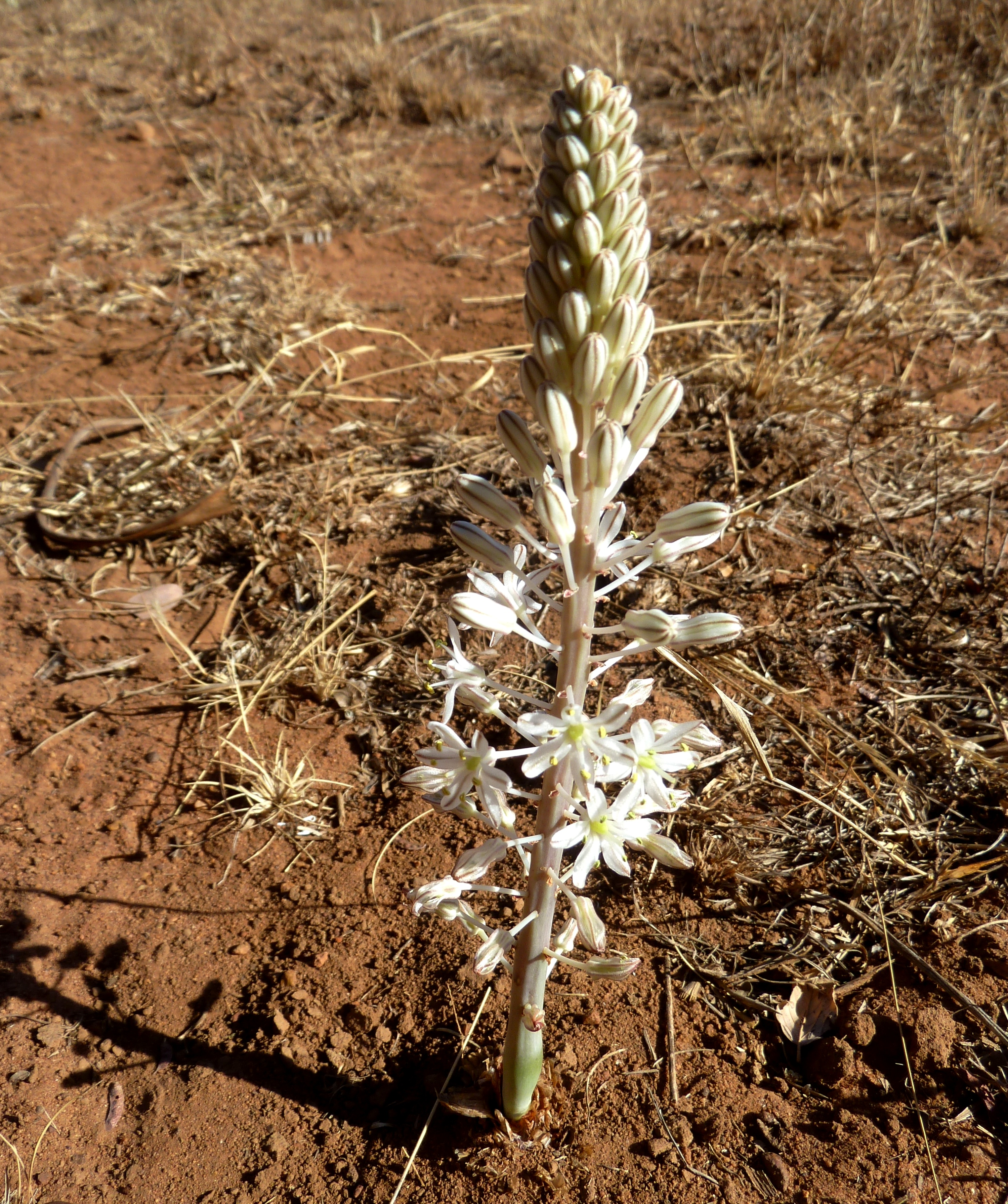
Drimia sanguinea

Pozycja systematycznaWe współczesnym systemie APG IV, a także jego wcześniejszej wersji APG III rodzaj zaliczany do plemienia Urgineeae podrodziny Scilloideae w rodzinie szparagowatych Asparagaceae.
Historycznie zaliczany do podrodziny Urgineoideae w rodzinie hiacyntowatych (system APG II, system Kubitzkiego), a także plemienia Hyacintheae w rodzinie hiacyntowatych (system Takhtajana z 1997 roku).
Grupa koronna rodzaju powstała około 40,6 miliona lat temu.
Historia taksonomiczna rodzajuNazwa Drimia została użyta po raz pierwszy przez Nikolausa von Jacquina w 1794 roku w Icones plantarum rariorum dla gatunków Drimia pusilla i D. elata, a potem w 1795 roku dla gatunków D. media, D. undulata i D. ciliaris, jednak bez opisów taksonów (nomina nuda). W 1799 roku Carl Willdenow w Species Plantarum opisał rodzaj Drimia, wskazując Jacquina jako autora. Pod koniec XVIII wieku rodzaj obejmował 5 gatunków występujących w południowej Afryce. W 1843 roku Carl Sigismund Kunth dokonał rewizji taksonomicznej rodzaju, uznając gatunek D. undulata za typowego jego przedstawiciela, a pozostałe gatunki (w tym typ nomenklatoryczny Drimia elata) przeniósł do rodzaju Idothea Kunth. Spokrewnione gatunki z wolnymi i rozpostartymi listkami okwiatu zostały w 1836 roku ujęte w rodzaj Urginea przez Steinheila. Rozróżnienie między gatunkami z listkami wolnymi i zrośniętymi w rurkę zostało podtrzymane przez Bakera pod koniec XIX wieku. W tamtym czasie opisano również rodzaje Litanthus Harv. (1844), z pojedynczym, cylindrycznym kwiatem i siedzącymi pylnikami, Rhadamanthus Salisb. (1866), ze zwisłymi, urnowatymi kwiatami, Schizobasis Baker (1873), z bardzo rozgałęzionym kwiatostanem, Thuranthos Wright (1916) dla gatunków kwitnących nocą i Urgineopsis Compton (1930) dla małego gatunku z Półwyspu Przylądkowego. W 1977 roku południowoafrykański botanik John Peter Jessop w ramach rewizji południowoafrykańskich gatunków Urgineoideae uznał różnice w budowie kwiatów za nieistotne markery genetyczne i zaproponował rozszerzenie dotychczasowego ujęcia rodzaju Drimia i włączenie do niego rodzajów Urginea, Urgineopsis, Tenicroa i Thuranthos. Gatunki śródziemnomorskie i indyjskie rodzaju urginia zostały włączone do rodzaju drimia w 1978 roku, a gatunki południowoafrykańskie w 1987 roku, na podstawie oceny morfologicznej przedstawionej przez Britę Stedje. Podejście to było kwestionowane, np. przez Obermayera (1980, 1981), Hilliarda i Burtta (1982) i Spetę (1998). W 1998 roku Speta dokonał daleko idącego podziału rodzaju Drimia, dzieląc go na podstawie budowy kwiatów na trzy grupy: Drimia altissima, D. indica i D. elata, po czym wydzielając gatunki z grupy D. altissima do rodzaju Urginavia, a z grupy D. indica do rodzaju Thuranthos. Speta dokonał również podziału rodzaju Urginea, wydzielając jego gatunki śródziemnomorskie do rodzaju Charybdis, a także wydzielił z niego rodzaje Ebertia, Igidia i przeniósł niektóre gatunki do rodzajów Fusifilum, Tenicroa, Thuranthos i Urginavia. Poza tym Speta przeniósł niektóre gatunki z rodzaju Rhodocodon do rodzaju Rhadamanthus, a dwa gatunki z rodzaju Rhadamanthus do rodzaju Rhadamanthopsis. Rodzaj Drimia w ujęciu Spety obejmował 7 gatunków. Takie podejście Speta zaprezentował również w rozdziale Hyacinthaceae w tomie III dzieła The Families and Genera of Vascular Plants pod redakcją Kubitzkiego, wydanym w 1998 roku. W 1999 roku Speta i Pfosser opublikował wyniki analizy filogenetycznej, które potwierdziły, że rodzaj Urginea w dotychczasowym ujęciu był polifiletyczny i potwierdził konieczność rewizji taksonomicznej w tym zakresie. W 2000 roku Stedje opublikowała wyniki badań filogenetycznych, zgodnie z którymi grupa obejmująca Drimia, Urginea i Thuranthos jest monofiletyczna i utrzymanie tych rodzajów jako odrębnych nie ma uzasadnienia. W tym samym roku południowoafrykańscy botanicy J.C. Manning i P. Goldblatt opublikowali pracę Cape Flora, w której również zaproponowali szerokie ujęcie rodzaju Drimia (w tym Urginea), włączając do niego gatunki zaliczane do kilku mniejszych rodzajów: Litanthus, Rhadamanthus, Schizobasis i Rhodocodon. Cztery lata później badacze opublikowali wyniki badań filogenetycznych rodziny hiacyntowatych w subsaharyjskiej Afryce, na podstawie których włączyli do rodzaju Drimia dodatkowe 18 gatunków wyodrębnionych wcześniej do takich rodzajów jak Charybdis i Thuranthos.
W 2018 roku Manning i Goldblatt opublikowali obszerną monografię rodzaju, obejmującą jego południowoafrykańskie gatunki, przedstawiając rewizję taksonomiczną, a także klasyfikację infrageneryczną, opartą na 19 spójnych morfologicznie sekcjach. Autorzy zaliczyli do rodzaju Drimia gatunki wciąż włączane do odrębnych rodzajów Austronea i Fusifilum, postulując w 2019 roku uznanie Austronea za synonim Drimia sect. Capitatae.
Zmiany taksonomiczne w obrębie rodzaju obrazuje europejski gatunek Drimia maritima, którego pozycja taksonomiczna zmieniała się przez ostatnie 250 lat kilkukrotnie:
- pierwsze opisanie przez Linneusza w 1753 roku pod nazwą Scilla maritima,
- przeniesienie do rodzaju Ornithogalum przez Lamarcka w 1779 roku pod nazwą Ornithogalum maritimum,
- przeniesienie do rodzaju Squilla przez Steinheila w 1836 roku pod nazwą Squilla maritima,
- przeniesienie do rodzaju Urginea przez Bakera w 1873 roku pod nazwą Urginea maritima,
- przeniesienie do rodzaju Drimia przez Stearna w 1978 roku pod nazwą Drimia maritima,
- przeniesienie do rodzaju Charybdis przez Spetę w 1998 roku pod nazwą Charybdis maritima,
- przywrócenie do rodzaju Drimia przez Manninga i Goldblatta w 2004 roku.

Klasyfikacja infrageneryczna rodzaju została opracowana przez Manninga i Goldblatta jedynie dla gatunków występujących w Południowej Afryce. Gatunki tam niewystępujące można wyróżnić jako grupy, bez rangi taksonomicznej, według kryterium zasięgu ich występowania.
Wykaz gatunków południowoafrykańskich w podziale rodzaju według Manninga i Goldblatta
- sekcja Schizobasis (Baker) J.C.Manning & Goldblatt – kwiatostan rozgałęziony przynajmniej u nasady, pozostający po przekwitnięciu jako podstawowy organ asymilacyjny, liście właściwe wyrastające wyłącznie u młodych osobników
  - Drimia intricata (Baker) J.C.Manning & Goldblatt
  - Drimia sigmoidea J.C.Manning & J.M.J.Deacon
  - Drimia schizobasoides J.C.Manning & J.M.J.Deacon

w kolejnych sekcjach kwiatostan nierozgałęziony, liście asymilacyjne wyrastające w każdym sezonie wegetacyjnym
- sekcja Litanthus – kwiatostan jedno- lub dwukwiatowy z dwiema naprzeciwległymi przysadkami wierzchołkowo, kwiaty zwisłe, listki okwiatu zrośnięte w cylindryczną rurkę, dłuższą od łatek
  - Drimia stenocarpa J.C.Manning & J.M.J.Deacon
  - Drimia uniflora J.C.Manning & Goldblatt

w kolejnych sekcjach kwiatostan kilku- do wielokwiatowy z naprzemianległymi przysadkami, listki okwiatu zrośnięte krócej niż w połowie lub wolne
- sekcja Sagittanthera – pylniki długości 5–6 mm, zrośnięte bocznie w stożek, pękające przez wierzchołkowe otwory lub szczeliny do połowy ich długości, obecne podkwiatki, kwiaty otwarte przez dwa dni
  - Drimia cyanelloides (Baker) J.C.Manning & Goldblatt

- sekcja Aulostemon – nitki zrośnięte w rurkę, pylniki długości 3–6 mm, równowąsko-strzałkowate, zbiegające się bokami, ale niezrośnięte, pękające przez wierzchołkowe otwory, podkwiatki nieobecne, kwiaty otwarte 1 dzień lub krócej, okwiat kółkowy
  - Drimia mzimvubuensis van Jaarsv.

- sekcja Rhadamanthus – nitki wolne, pylniki długości 1–2 mm, jajowate do strzałkowatych, zbiegające się bokami, ale niezrośnięte, pękające przez wierzchołkowe szczeliny do połowy ich długości, podkwiatki nieobecne, kwiaty otwarte jeden dzień lub krócej, okwiat dzwonkowaty lub urnowaty
  - Drimia albiflora (B.Nord.) J.C.Manning & Goldblatt
  - Drimia arenicola (B.Nord.) J.C.Manning & Goldblatt
  - Drimia fasciata (B.Nord.) J.C.Manning & Goldblatt
  - Drimia involuta (J.C.Manning & Snijman) J.C.Manning & Goldblatt
  - Drimia convallarioides (L.f.) J.C.Manning & Goldblatt
  - Drimia oliverorum J.C.Manning
  - Drimia platyphylla (B.Nord.) J.C.Manning & Goldblatt
  - Drimia secunda (B.Nord.) J.C.Manning & Goldblatt
  - Drimia uranthera (R.A.Dyer) J.C.Manning & Goldblatt

w kolejnych sekcjach pylniki pękające wzdłużnie lub przez szczeliny na całej ich długości
- sekcja Drimia – listki okwiatu zrośnięte w dolnej jednej czwartej długości z równowąsko-łopatkowatymi łatkami długości co najmniej 5 mm, silnie odgiętymi w czasie kwitnienia, nitki pręcików smukłe i przylegające do szyjki słupka, o długości 4–11 mm i przynajmniej cztery razy dłuższe od pylników, wierzchołkowo wygięte do góry, dojrzała szyjka słupka mniej więcej dwa razy dłuższa od zalążni; kwiaty otwarte dwa dni
  - Drimia elata Jacq. ex Willd.
  - Drimia haworthioides Baker
  - Drimia media Jacq. ex Willd.
  - Drimia sphaerocephala Baker

w kolejnych sekcjach listki okwiatu zrośnięte krócej niż w 1/4 lub wolne, kwiaty otwarte 2 dni lub krócej
- sekcja Thuranthos – kwiaty otwarte w nocy, zwisłe w luźnych gronach, szypułki tak długie lub dłuższe od listków okwiatu, które są zrośnięte u nasady i odgięte lub odwinięte w czasie kwitnienia, nitki pręcików o długości 7–20 mm, dużo dłuższe od pylników
  - Drimia basutica (E.Phillips) J.C.Manning & Goldblatt
  - Drimia hesperantha J.C.Manning & Goldblatt
  - Drimia indica (Roxb.) Jessop
  - Drimia macrantha (Baker) Baker
  - Drimia vespertina J.C.Manning & Goldblatt

w kolejnych sekcjach kwiaty otwarte w dzień, niekiedy otwierające się późnym popołudniem, szypułki krótsze lub dłuższe od listków okwiatu, które są zrośnięte powyżej nasady lub wolne i niemal wzniesione do rozpostartych,
- sekcja Urginavia (Speta) J.C.Manning & Goldblatt – rośliny duże, często powyżej 1 metra wysokości, podkwiatki dobrze rozwinięte, długości 1–5 mm, występujące na szypułce blisko jej nasady, kwiaty szeroko dzwonkowate, długości 4–10 mm, rozpościerające się do lekko zwisłych, listki okwiatu zrosłe w jednej piątej, trwałe, pręciki wolne, niemal wzniesione do rozpostartych, szyjka słupka cylindryczna
  - Drimia altissima (L.f.) Ker Gawl.
  - Drimia capensis (Burm.f.) Wijnands
  - Drimia kniphofioides (Baker) J.C.Manning & Goldblatt

- sekcja Hyacinthoides – rośliny średniej wielkości, do 50–70 cm wysokości, podkwiatki dobrze rozwinięte, długości 1–5 mm, występujące na szypułce blisko jej nasady, kwiaty wąsko dzwonkowate, długości 13–15 mm, wiszące, listki okwiatu zrosłe powyżej jednej trzeciej i poniżej ich połowy, nietrwałe, pręciki zbiegające się, pylniki zrośnięte wokół słupka, szyjka słupka maczugowata
  - Drimia hyacinthoides Baker

kolejnych sekcjach podkwiatki nieobecne lub jedynie rzadko obecne w kilku wierzchołkowych kwiatach lub bardzo drobne i łuskowate
- sekcja Rhadamanthopsis – kwiaty wiszące, urnowate lub kulistawe, z łatkami nierozpostartymi w górnej połowie, pylniki zbiegające się stożkowato nad zalążnią,
  - Drimia karooica (Oberm.) J.C.Manning & Goldblatt
  - Drimia monophylla Oberm. ex J.C.Manning & Goldblatt
  - Drimia namibensis (Oberm.) J.C.Manning & Goldblatt

w kolejnych sekcjach kwiaty rozpościerające się lub nieco zwisłe, okwiat kółkowy lub dzwonkowaty z łatkami rozpostartymi w górnej połowie i pylnikami niezbiegającymi się stożkowato nad zalążnią
- sekcja Macrocentrae J.C. Manning & Goldblatt – okwiat trwały, torebki duże, długości 10–20 mm, bardzo zgrubiałe na obwodzie
  - Drimia macrocentra (Baker) Jessop
  - Drimia sanguinea (Schinz) Jessop

w kolejnych sekcjach okwiat nietrwały, torebki mniejsze niż 10–20 mm
- sekcja Sypharissa – liście pojawiają się razem z kwiatami, nasady liści otoczone błoniastymi lub papierzastymi, wydatnie pręgowanymi poziomo katafilami, okwiat okółkowy z niemal wolnymi listkami, słabo grzbiecisty, pylniki osadzone niemal u nasady, odgięte na zewnątrz, długości 2–5 mm, szyjka słupka łukowato zagięta do góry lub do dołu, znamię słupka kulistawe, brodawkowate
  - Drimia exuviata (Jacq.) Jessop
  - Drimia fragrans (Jacq.) J.C.Manning & Goldblatt
  - Drimia multifolia (G.J.Lewis) Jessop

- sekcja Juncifoliae – liście pojawiają się po przekwitnięciu rośliny, nasady liści otoczone błoniastymi lub papierzastymi, poziomo delikatnie pręgowanymi katafilami, szypułki krótsze od okwiatu, długości 3–5 mm, okwiat okółkowy z niemal wolnymi listkami, słabo grzbiecisty, pylniki osadzone pośrodku, nieodgięte, wielkości 1,5–3 mm, szyjka słupka łukowato zagięta do góry lub do dołu, mniej niż dwukrotnie dłuższa od zalążni, znamię słupka kulistawe, brodawkowate
  - Drimia decipiens J.C.Manning & Goldblatt
  - Drimia juncifolia J.C.Manning & J.M.J.Deacon

- sekcja Orchidiformes – liście pojawiają się po przekwitnięciu rośliny, nasady liści otoczone błoniastymi lub papierzastymi, poziomo delikatnie pręgowanymi katafilami, okwiat okółkowy z niemal wolnymi listkami, słabo grzbiecisty, różowy z zielonym nadbiegięciem u nasady listków, pylniki osadzone u nasady, nieodgięte, wielkości 1,5–3 mm, szyjka słupka łukowato zagięta do góry lub do dołu, znamię słupka kulistawe, brodawkowate, nasiona czarne
  - Drimia nana (Snijman) J.C.Manning & Goldblatt

- sekcja Khubusia – liście pojawiają się po przekwitnięciu rośliny, nasady liści otoczone błoniastymi lub papierzastymi, poziomo delikatnie pręgowanymi katafilami, okwiat okółkowy z niemal wolnymi listkami, słabo grzbiecisty, biały z brązowym grzbietem na każdym listku, pylniki osadzone niemal u nasady, nieodgięte, wielkości 1,5–3 mm, szyjka słupka łukowato zagięta do góry lub do dołu, znamię słupka kulistawe, brodawkowate, nasiona białawe
  - Drimia khubusensis P.C.van Wyk & J.C.Manning

w kolejnych sekcjach nasady liści bez katafili, okwiat okółkowy lub dzwonkowaty z listkami zrośniętymi u nasady, promienisty, pylniki osadzone pośrodku, znamię słupka tępe lub ucięto-brodawkowate
- sekcja Capitatae – kwiatostan gęsty i baldachogroniasty, szypułki zwykle dłuższe niż 4 mm, okwiat dzwonkowaty z kubeczkowatą rurką i rozpostartymi łatkami, jędrny, płowożółty lub brązowy z ciemniejszym grzbietem na każdym listku, nitki pręcików jajowate do lancetowatych, szersze u nasady, zalążnia zielonkawożółta, nasiona spłaszczone i oskrzydlone na obwodzie
  - Drimia acarophylla ≡ Austronea acarophylla
  - Drimia barkerae ≡ Austronea barkerae
  - Drimia chalumnensis ≡ Austronea chalumnensis
  - Drimia ciliolata ≡ Austronea ciliolata
  - Drimia ecklonii (Baker) J.C.Manning & Goldblatt
  - Drimia fimbrimarginata ≡ Austronea fimbrimarginata
  - Drimia marginata ≡ Austronea marginata
  - Drimia pulchromarginata ≡ Austronea pulchromarginata
  - Drimia pygmaea (A.V.Duthie) J.C.Manning & Goldblatt
  - Drimia trychophylla ≡ Austronea trychophylla
  - Drimia vermiformis ≡ Austronea vermiformis

- sekcja Physodia – kwiatostan gęsty i baldachogroniasty, szypułki zwykle dłuższe niż 4 mm, okwiat kółkowy, rozpostarty od nasady, cienki, biały z ciemnym grzbietem na każdym listku, nitki pręcików wrzecionowate, szersze pośrodku, zalążnia biała, nasiona spłaszczone i oskrzydlone na obwodzie
  - Drimia depressa ≡ Fusifilum depressum
  - Drimia montana ≡ Fusifilum montanum
  - Drimia physodes ≡ Fusifilum physodes
  - Drimia virens ≡ Austronea virens

w kolejnych sekcjach kwiatostan groniasty, wydłużony, luźniejszy lub główkowaty, nasiona oskrzydlone
- sekcja Sclerophyllae – szypułki nitkowate i drutowate, dużo dłuższe od listków okwiatu, okwiat kółkowy, pąki kwiatowe kulistawe, zwisłe, znamię słupka stępione, trójbruzdowe
  - Drimia ciliata (L.f.) J.C.Manning & Goldblatt
  - Drimia cochlearis Mart.-Azorín, M.B.Crespo & A.P.Dold
  - Drimia sclerophylla J.C.Manning & Goldblatt

- sekcja Ledebouriopsis – rośliny niewielkie, szypułki niedrutowate, zwykle jedynie nieco dłuższe od listków okwiatu, okwiat dzwonkowaty, pąki kwiatowe odwrotnie jajowate, wzniesione lub rozpostarte, znamię słupka ucięte i brodawkowate
  - Drimia anomala (Baker) Baker
  - Drimia barbata J.C.Manning & J.M.J.Deacon
  - Drimia calcarata (Baker) Stedje
  - Drimia delagoensis (Baker) Jessop
  - Drimia dregei (Baker) J.C.Manning & Goldblatt
  - Drimia echinostachya (Baker) Eggli & N.R.Crouch
  - Drimia edwardsii N.R.Crouch & Mart.-Azorín
  - Drimia flagellaris T.J.Edwards, D.Styles & N.R.Crouch
  - Drimia modesta (Baker) Jessop (przez Manning i Goldblatt uznana za synonim D. calcarata)
  - Drimia multisetosa (Baker) Jessop
  - Drimia occultans G.Will.
  - Drimia salteri (Compton) J.C.Manning & Goldblatt

Wykaz gatunków środkowoafrykańskich (do Namibii i Mozambiku)
- Drimia brachystachys (Baker) Stedje
- Drimia congesta Bullock
- Drimia exigua Stedje
- Drimia glaucescens (Engl. & K.Krause) H.Scholz
- Drimia guineensis (Speta) J.C.Manning & Goldblatt
- Drimia hockii De Wild.
- Drimia johnstonii (Baker) J.C.Manning & Goldblatt
- Drimia laxiflora Baker
- Drimia ledermannii K.Krause
- Drimia minuta Goldblatt & J.C.Manning
- Drimia porphyrantha (Bullock) Stedje
- Drimia psilostachya (Welw. ex Baker) J.C.Manning & Goldblatt
- Drimia senegalensis (Kunth) J.C.Manning & Goldblatt
- Drimia simensis (Hochst. ex A.Rich.) Stedje
- Drimia sudanica Friis & Vollesen
- Drimia viridula (Baker) J.C.Manning & Goldblatt

Wykaz gatunków madagaskarskich
- Drimia cryptopoda (Baker) Pfosser, Wetschnig & Speta
- Drimia jackyi (Knirsch, Mart.-Azorín & Wetschnig) Christenh. & Byng
- Drimia mascarenensis (Baker) J.C.Manning & Goldblatt
- Drimia urgineoides (Baker) J.C.Manning & Goldblatt

Wykaz gatunków śródziemnomorskich (południowoeuropejskich, zachodnioazjatyckich lub północnoafrykańskich)
- Drimia aphylla (Forssk.) J.C.Manning & Goldblatt
- Drimia aurantiaca (H.Lindb.) J.C.Manning & Goldblatt
- Drimia excelsa J.C.Manning & Goldblatt
- Drimia fugax (Moris) Stearn
- Drimia glaucophylla (Bacch., Brullo, D’Emerico, Pontec. & Salmeri) Raus
- Drimia hesperia (Webb & Berthel.) J.C.Manning & Goldblatt
- Drimia incerta A.Chev. ex Hutch.
- Drimia maritima (L.) Stearn – urginia morska
- Drimia maura (Maire) J.C.Manning & Goldblatt
- Drimia noctiflora (Batt. & Trab.) Stearn
- Drimia numidica (Jord. & Fourr.) J.C.Manning & Goldblatt
- Drimia ollivieri (Maire) Stearn
- Drimia pancration (Steinh.) J.C.Manning & Goldblatt
- Drimia purpurascens J.Jacq.

Wykaz gatunków indyjskich
- Drimia coromandeliana (Roxb.) Lekhak & P.B.Yadav
- Drimia nagarjunae (Hemadri & Swahari) Anand Kumar
- Drimia polyantha (Blatt. & McCann) Stearn
- Drimia raogibikei (Hemadri) Hemadri
- Drimia razii Ansari
- Drimia rupicola (Trimen) Dassan.
- Drimia wightii Lakshmin.

## Nazewnictwo
Etymologia nazwy naukowejNazwa rodzaju pochodzi od greckiego słowa δριμύς (drimys – ostry, drażniący), w nawiązaniu do cechy soku z cebul tych roślin.
Nazwy zwyczajowe w języku polskimW Słowniku nazwisk zoologicznych i botanicznych polskich... Erazma Majewskiego wydanym w roku 1894 podane są dwie polskie nazwy rodzaju: truciźnik i trujetlina. W Słowniku polskich imion rodzajów oraz wyższych skupień roślin z roku 1900 Józefa Rostafińskiego oprócz tych dwóch nazw wskazana została nazwa drimia.
Nazwy w językach obcychStarogrecka nazwa stosowanego w starożytnej medycynie europejskiej gatunku Drimia maritima to σκίλλα (skilla). Nazwa ta została przyjęta jako nazwa naukowa rodzaju cebulica (Scilla L.), do którego historycznie zaliczany był ten gatunek (Scilla maritima). Od tego słowa pochodzi też współczesna nazwa zwyczajowa w języku angielskim (squill) roślin zaliczanych do rodzaju Drimia.

## Zagrożenie i ochrona
Pięć gatunków drimii ujętych jest w Czerwonej księdze gatunków zagrożonych IUCN. Gatunek Drimia sudanica ze statusem zagrożony (EN), D. fugax, D. maritima i D. uniflora ze statusem najmniejszej troski (LC), a D. porhyrostachys ze statusem niedostatecznie rozpoznany (DD). Gatunek D. sudanica znany jest jedynie z okazów zielnikowych z XX wieku. Został uznany za prawdopodobnie wymarły na terenie Gwinei i Sierra Leone. Znanych jest jedynie kilka lokalizacji tej rośliny w Sudanie Południowym, w rezerwacie gór Imatong o powierzchni ok. 12 km².
61 gatunków drimii ujętych jest na Czerwonej liście roślin Południowej Afryki, z czego jeden (Drimia barkerae) ze statusem zagrożony (EN), 7 ze statusem narażony (VU), dwa ze statusem bliski zagrożenia (NT), 43 ze statusem najmniejszej troski (LC), 3 jako gatunki rzadkie i 5 jako niedostatecznie rozpoznanych (DD). D. barkerare występuje na równinach w okolicach miasta Piketberg w Prowincji Przylądkowej Zachodniej, między podnóżem przełęczy Piekenierskloof i Redelinghuys. Jest znany z mniej niż pięciu lokalizacji, których liczba spada ze względu na trwającą ekspansję rolniczą i wypas zwierząt gospodarskich. Duża część siedlisk tego gatunku została nieodwracalnie przekształcona.
Cztery gatunki drimii występujące endemicznie w Maroku, zostały uznane w tym kraju za narażone na wygięcie: Drimia aurantica, D. maura, D. ollivieri i D. tazensis. Roślinom tym zagraża głównie fragmentacja siedlisk, nadmierny wypas, turystyka i zbiory na użytek lokalny.
Drimia indica i D. rupicola ujęte są na Czerwonej liście fauny i flory Sri Lanki, D. indica ze statusem krytycznie zagrożony (CR), a D. rupicola ze statusem zagrożony (EN).
Gatunek Drimia fugax jest ujęty na Czerwonej liście roślin naczyniowych Hiszpanii (2010) ze statusem narażony na wyginięcie.

## Zastosowanie

### Rośliny lecznicze

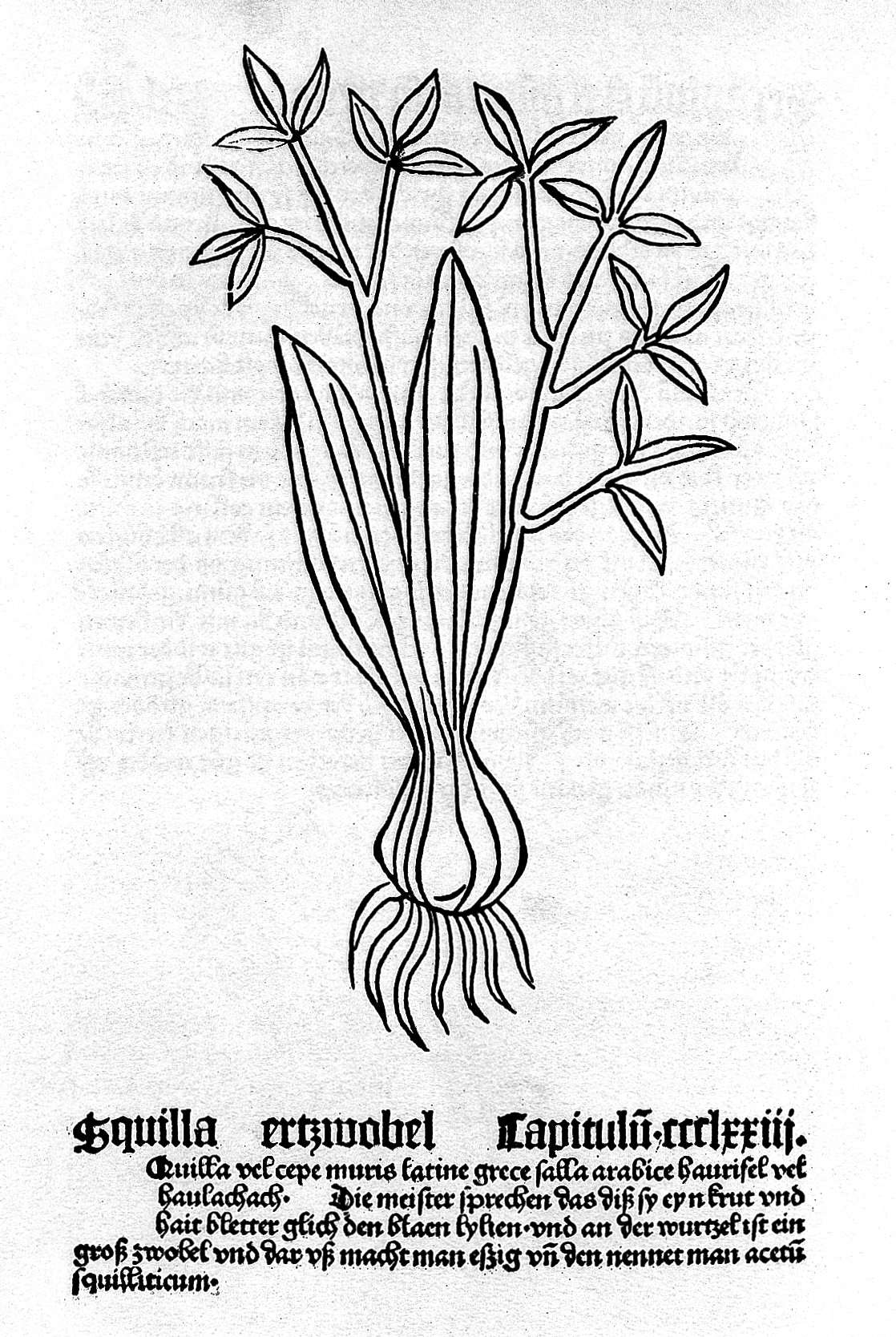
Urginia morska w Hortus sanitatis z 1485 roku

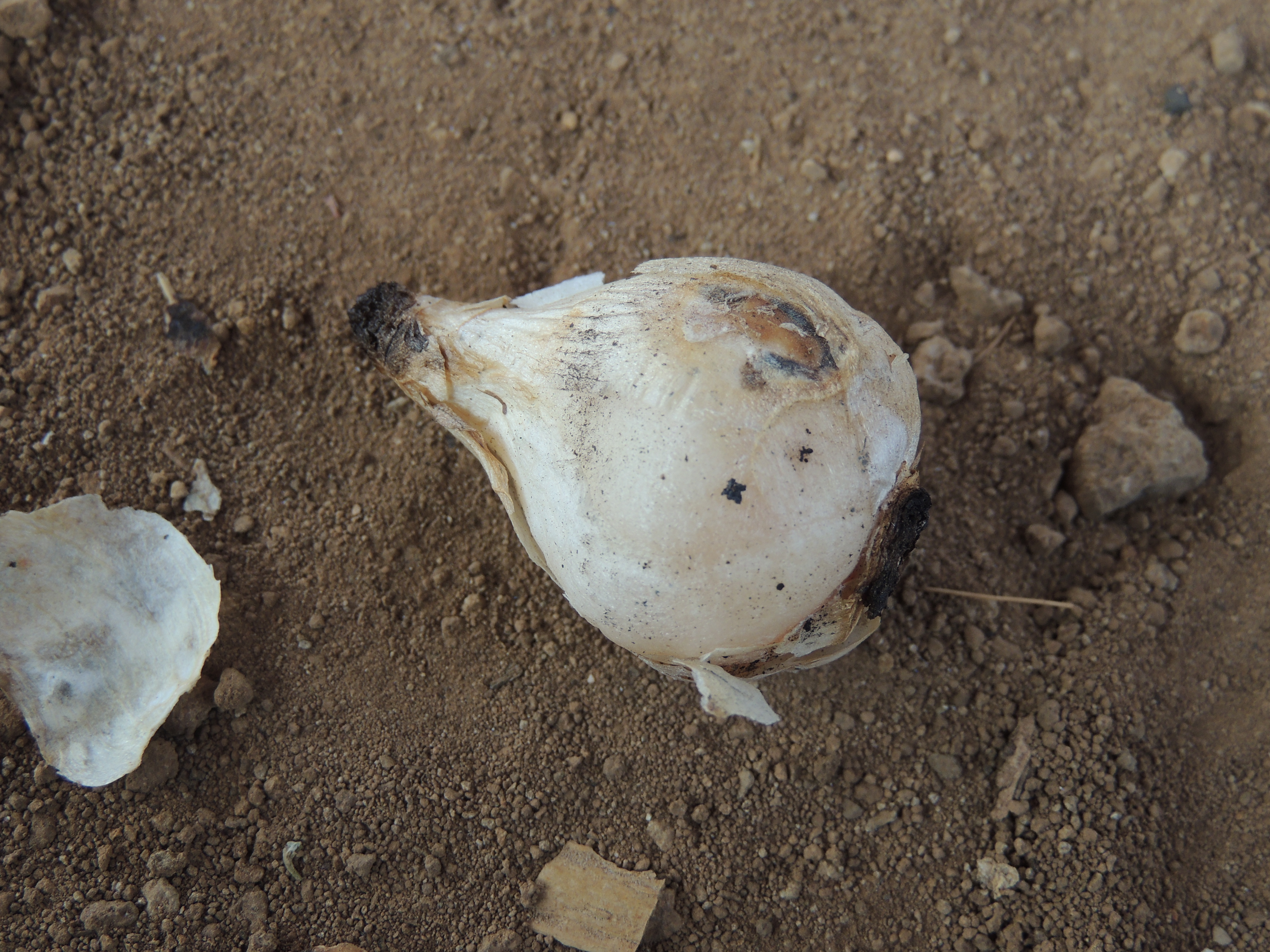
Cebula Drimia indica

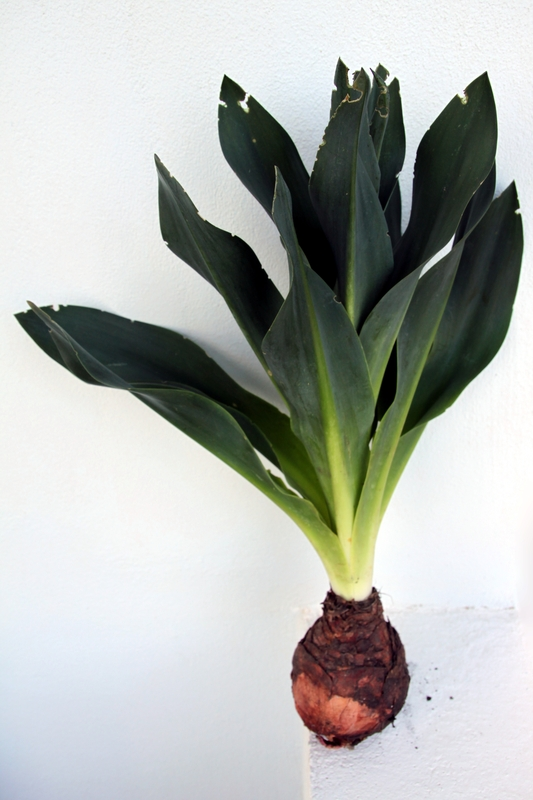
Cebula z liśćmi urginii morskiej

HistoriaRodzaj obejmuje rośliny, które od czasów starożytnych stosowane były na różne dolegliwości, takie jak choroby układu krążenia, choroby układu oddechowego, choroby reumatyczne, choroby skóry, padaczkę i nowotwory. Drima maritima wymieniona jest w egipskim Papirusie Ebersa z ok. XVI wieku p.n.e., w tekstach Teofrasta, a Hipokrates zalecał jej stosowanie w leczeniu żółtaczki, drgawek i astmy oskrzelowej. Przepis na oksymel używany na kaszel przypisuje się Pitagorasowi Zastosowanie medyczne drimii było również szczegółowo opisane przez Dioskurydesa i Awicennę. Przed wprowadzeniem w Europie do stosowania w medycynie preparatów z naparstnicy urginea morska stosowana była również w leczeniu obrzęków.
WskazaniaW tradycyjnej medycynie afrykańskiej wykorzystywane są gatunki: Drimia altissima na schorzenia układu krążenia, rany, przeziębienie i ból pleców; D. capensis na rany, jako opatrunek po obrzezaniu, a także jako środek wyciągający ropę; D. delagoensis na rany; D. elata jako środek wykrztuśny, moczopędny, wymiotny i ściągający, na obrzęki oraz w leczeniu schorzeń układu krwionośnego, serca, układu rozrodczego, układu moczowego, przewodu pokarmowego oraz zaburzeń układu oddechowego, układu mięśniowego i zdrowia seksualnego; D. sanguinea na kandydozę, brodawki zwykłe, kłykciny kończyste, kiłę i malinicę, a także w formie kompresów przykładanych na klatkę piersiową przy zapaleniu płuc; D. sphaerocephala do leczenia ran. Poza tym w północnej Afryce wykorzystuje się urginię morską, która należy do jednej z najważniejszych roślin leczniczych Egiptu, gdzie stosowana jest przeciwobrzękowo i wymiotnie.
Drimia indica używana jest w Indiach w ajurwedzie, unani i południowoindyjskiej medycynie siddha. W ajurwedzie stosowana na wzmocnienie mięśnia serca, zakażenie i wrzody, a także przeciwrobaczo. W medycynie unani cebule stosowane są wykrztuśnie, wzmacniająco na serce, moczopędnie, przeciwobrzękowo i na wywołanie menstruacji. Z soku z tej rośliny, figowca pospolitego, anyżu, winorośli i miodu tworzy się syrop stosowany w zapaleniu oskrzeli, rozedmie płuc i zapaleniu krtani. Sok z cebul stosowany jest też w astmie, przewlekłym kaszlu i krztuścu, proszek z cebul stosowany w astmie i gruźlicy. Świeżo zmielone cebule używane są jako okład do leczenia obrzęków, zwichnięć i bólów stawów, a także przeciwgrzybiczo, chitynolitycznie, przeciwangiogennie i proapoptotycznie. Pasta z cebul zmieszana z krowim moczem stosowana jest miejscowo na wypryski, czyraki, rany i guzy. Pasta z cebul podawana jest także jako środek poronny. Podgrzane liście stosowane są na ból brzucha. Mikstura sporządzona z połowy cebuli D. indica, 300 gramów owoców pieprzu czarnego i 50 gramów ghi przyjmowana jest 3 razy w ciągu jednej doby po ukąszeniu przez węża. Na wole tarczycowe stosuje się miksturę sporządzoną z 1 cebuli D. indica, 300 g kurkumy i 200 ml alkoholu. W weterynarii świeża cebula D. indica stosowana jest do leczenia bólu brzucha u krów i bawołów.
Cebule urginii morskiej stosowane są w Europie jako cardiotonicum (wzmacniające mięsień serca) w niewydolności serca wrażliwej na glikozydy nasercowe (np. w podeszłym wieku, stenozie mitralnej, niedomykalności zastawki aortalnej, niewydolności prawokomorowej i chorobie niedokrwiennej serca z ryzykiem ostrego zespołu wieńcowego, również w przypadkach oporności na digoksynę i strofantynę, a także w odmie sercowej i uremii). Wykorzystywana jest też jako składnik środków na kaszel, a w medycynie ludowej na oparzenia i różę. W Iranie oksymel z urginii morskiej używany jest tradycyjnie w leczeniu astmy; w badaniach przeprowadzonych na potrójnie ślepej próbie wykazano, że stosowanie tego preparatu znacznie poprawia parametry spirometryczne FEV1 (wzrost z 1,54 ±0,38 do 2,11 ±0,49 l), FEV1%, FEV1/FVC% i MEF25–75% u pacjentów z astmą.
Według prowadzonej przez Narodowy Uniwersytet Singapuru bazy danych Collective Molecular Activities of Useful Plants, gromadzącej wiedzę na temat aktywności biologicznej (≤ 10 μM) roślin leczniczych na poszczególne geny kodujące białka ludzkie, związki chemiczne obecne w Drimia maritima wykazują aktywność biologiczną wobec 45 białek, w tym 3 enzymów cytochromu P450, związanych ze 132 chorobami człowieka, w tym 65 nowotworami, D. sanguinea wobec 21 białek związanych z 65 chorobami, a D. altissima wobec 7 białek związanych z 4 chorobami.
Surowiec medycznySurowcem zielarskim są cebule (scillae bulbus) gatunków Drimia maritima i zastępczo D. indica. Cebule powinny być zbierane przed wypuszczeniem liści (jesienią, po przekwitnięciu rośliny), a po oczyszczeniu z zewnętrznych łusek pocięte na plastry i wysuszone. W przypadku D. maritima dopuszczalne jest stosowanie wyłącznie cebul białych. Surowiec zawiera od 0,1% do 2,4% glikozydów bufadienolidowych (wg Hagers Handbuch od 1% do 3%), flawonoidy, polisacharydy i kwas chelidonowy. Surowcem aptekarskim jest scillae pulvis normatus, służący do sporządzania wyciągów.
Najczęściej stosowanymi preparatami są wyciągi octowe, octowo-miodowe (oksymel) i miodowe. Według Farmakopei Brytyjskiej i Hagersa oksymel z urginii morskiej lub D. indica powinien zostać sporządzony z 50 g surowca zielarskiego, 90 ml 33% kwasu octowego, 250 ml świeżo przegotowanej i schłodzonej wody oraz miodu. Cebule należy macerować w wodzie i occie przez 7 dni, a po odcedzeniu podgrzać do wrzenia, przefiltrować na gorąco, ostudzić, dodać kwas octowy, aby otrzymać roztwór zawierający około 8,5% kwasu octowego, i na każde trzy części otrzymanego roztworu dodać siedem części miodu. Surowiec jest też składnikiem moczopędnych mieszanek ziołowych Pulvis diureticus i Species diureticae.
Gatunkami dostarczającymi surowca do produkcji leków są również Drimia altissima i D. sanguinea.
Mechanizm działaniaGlikozydy nasercowe hamują działanie pompy sodowo-potasowej, a zatem hamują aktywny transport przez błony komórkowe, co prowadzi do zwiększenia stężenia wewnątrzkomórkowego sodu i pozakomórkowego potasu. Powoduje to wzrost stężenia wewnątrzkomórkowego wapnia, co prowadzi do zwiększonej kurczliwości mięśnia sercowego, zwiększonej siły skurczu, a tym samym zwiększonej wydajności przy zmniejszeniu częstości akcji serca. Glikozydy obecne w drimii mają podobne właściwości do glikozydów naparstnicy. Ze względu na ich szybki rozkład w mniejszym stopniu kumulują się w organizmie, mają też silniejsze działanie diuretyczne.
DawkowanieDawkowanie powinno być ustalone przez lekarza. Farmakopea Brytyjska zaleca przyjmowanie w jednorazowej dawce od 60 do 200 mg surowca zielarskiego trzy razy dziennie, przy czym maksymalna dawka dobowa powinna wynosić od 180 do 200 mg. W przypadku stosowania wyciągów jednorazowa dawka wynosi 0,3–2 ml nalewki i 2,5 g oksymelu. Przedawkowanie prowadzi do bradykardii, całkowitego bloku przedsionkowo-komorowego, a następnie do migotania komór i śmierci.
InterakcjePreparaty ziołowe i leki z drimii mogą wchodzić w interakcje z innymi glikozydami nasercowymi, innymi lekami kardioaktywnymi oraz powinny być ostrożnie stosowane u osób przyjmujących diuretyki (z uwagi na możliwość wywołania hipokaliemii), karbenoksolon i środki przeczyszczające.
PrzeciwwskazaniaPreparaty z drimii nie mogą być przyjmowane przez osoby z nadciśnieniem tętniczym, zaburzeniem funkcji nerek, kobiety w ciąży, planujące zajść w ciążę oraz karmiące piersią. Już w XIV wieku Konrad z Megenbergu w dziele Księga Natury opisał D. sanguinea jako wywołującą menstruację i prowadzącą do poronienia.

### Rośliny ozdobne
Urginia morska uprawiana jest na kwiat cięty.

### Rośliny spożywcze
W okolicach miasta Khubus w Prowincji Przylądkowej Północnej cebule Drimia khubusensis są gotowane i spożywane, a gatunek znany jest lokalnie jako knoffelbol (główka czosnku).

### Rośliny magiczne
W Botswanie przez rok trwania żałoby wdowom i wdowcom pokrojona cebula drimii dodawana jest do wody do mycia. W Prowincji Północno-Zachodniej RPA z mielonych cebul Drimia altissima (mogaga) i D. sanguinea (sekaname) oraz korzeni drzewa Vachellia gerrardii (mokeye) przygotowuje się napar, którym raz w roku spryskuje się zagrody dla bydła (kraal) w celu ochrony przed „niepłodnością i poronieniami sprowadzanymi przez menstruujące kobiety, wdowy lub czary”.
Według Hipponaksa w czasie święta Targelia, obchodzonego w starożytnej Grecji ku czci Apolla w 6. i 7. dniu miesiąca Targelion (przełom maja i czerwca), przeprowadzany był obrzęd oczyszczania miasta, w czasie którego dwóch najbrzydszych mężczyzn, wybieranych spośród mieszkańców na kozłów ofiarnych (pharmakoí), smagano po genitaliach urginią morską, rózgami figowymi i innymi ziołami.
W Grecji do czasów współczesnych drimie wiesza się na zewnątrz domów jako amulety. Już Pitagoras zalecać miał wieszanie całej rośliny przed drzwiami wiosną w celu ochrony przed złymi duchami i niepożądanymi gośćmi.

### Inne zastosowania

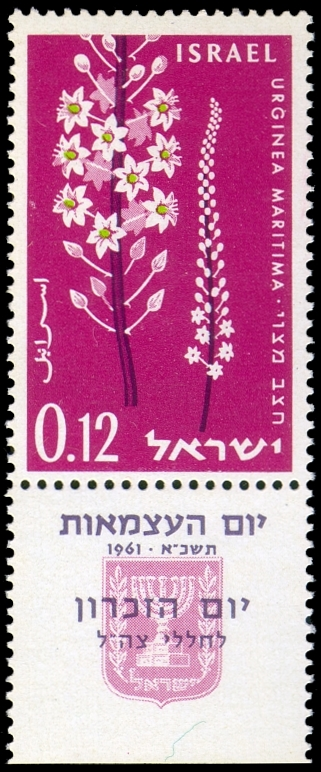
Znaczek Izraela z 1961 roku z urginią morską

Z uwagi na właściwości toksyczne niektórych gatunków drimii rośliny te tradycyjnie były stosowane do zwalczania szczurów i innych gryzoni. Stosowanie urginii morskiej jako rodentycydu zalecał Teofrast. W latach 80. XX wieku w Stanach Zjednoczonych zasugerowano uprawę drimii drobnym rolnikom, ponieważ szczury uodparniały się na trucizny przeciwzakrzepowe, które wówczas były powszechnie stosowane. Cebule D. maritima są uznawane za silnie toksyczne dla gryzoni. Inne zwierzęta wymiotują po ich spożyciu. Skuteczność drimii w zwalczaniu szczurów wynika z tego, że nie mogą one wymiotować, co jest jednym z pierwszych objawów zatrucia glikozydami nasercowymi.
Gatunki D. altissima i D. brachystachys z uwagi na silną toksyczność, stosowane są w Afryce do zatruwania strzał.
Według Teokryta sycylijscy efebowie mieli urządzać walki z użyciem urginii morskiej (działającej drażniąco na skórę), których zwycięzca otrzymywał nagrodę w postaci byka, ofiarowaną przez przełożonych gimnazjonów.

## Obecność w kulturze
W 1961 roku Izrael wydał w serii znaczków upamiętniających Dzień Niepodległości znaczek pocztowy przedstawiający kwiatostan urginii morskiej.
W 1991 roku Ghana w serii „Kwiaty” wydała znaczek pocztowy przedstawiający Drimia indica.
W 1998 roku Autonomia Palestyńska opublikowała w serii znaczków „Rośliny lecznicze” występujące w Palestynie znaczek pocztowy o wartości 40 fili przedstawiający cebulę z liśćmi urginii morskiej.
W 2017 roku Botswana w serii „Rośliny pustyni” wydała znaczek pocztowy o nominale 1 puli przedstawiający fragment kwiatostanu Drimia sanguinea.